# Liste der Kulturdenkmale in Geringswalde

Wappen von Geringswalde

In der Liste der Kulturdenkmale in Geringswalde sind die Kulturdenkmale der sächsischen Stadt Geringswalde verzeichnet, die bis September 2024 vom Landesamt für Denkmalpflege Sachsen erfasst wurden (ohne archäologische Kulturdenkmale). Die Anmerkungen sind zu beachten.
Diese Aufzählung ist eine Teilmenge der Liste der Kulturdenkmale im Landkreis Mittelsachsen.

## Geringswalde
| Bild                                    | Bezeichnung | Lage                                           | Datierung | Beschreibung | ID       |
| --------------------------------------- | --- | ---------------------------------------------- | --- | --- | -------- |
|                                         | Denkmalschutzgebiet Altstadt Geringswalde (Vorschlag) | (Altstadt) (Karte)                             | 19. Jahrhundert | Denkmalschutzgebiet Altstadt Geringswalde (Vorschlag) | 09301452 |
| Weitere Bilder                          | Stadtpark und Großteich mit Schütz | Am Großteich (Karte)                           | Nach 1913 | Anlage um den Großteich mit Uferpromenade von stadtgeschichtlicher, gartengeschichtlicher sowie ortsbildprägender Bedeutung | 09302978 |
| Direkt Bild zu diesem Denkmal hochladen | Stadtscheunen | Am Kellerbach (Karte)                          | 19. Jahrhundert | Ortsgeschichtlich von Bedeutung. Acht Scheunen in unterschiedlichem Erhaltungszustand, alle Satteldach, mit Toren. | 09236392 |
| Direkt Bild zu diesem Denkmal hochladen | Häuslerhaus | Am Klosterbach 19 (Karte)                      | Um 1800 | Landschafts- und zeittypisches Fachwerkhaus in gutem Originalzustand, baugeschichtlich, sozialgeschichtlich und städtebaulich von Bedeutung. Giebelständig zur Straße, Fachwerk-Obergeschoss verbrettert, schöne Verbretterung mit abgerundeter Unterkante, Erdgeschoss massiv, Mitte Traufseite Eingang, Fenstergewände mit einer Falz, Krüppelwalmdach, einfache Türportal, Fensteraufteilung komplett erhalten. Denkmalwert: wissenschaftlicher Wert, guter Originalzustand. | 09236442 |
| Direkt Bild zu diesem Denkmal hochladen | Häuslerhaus | Am Klosterbach 32 (Karte)                      | Bezeichnet mit 1824 | Landschaftstypisches Fachwerkhaus in gutem Originalzustand von bau- und sozialgeschichtlichem Wert. Fachwerk-Obergeschoss mit Eckstreben, regelmäßig, Erdgeschoss massiv, Fenstergewände mit einem Falz, Stichbogenportal, am Schlussstein bezeichnet mit „S. 1824“, Satteldach, Giebel verschiefert, Putz nicht original, Haustür und Fenster verändert. Denkmalwert: wissenschaftlicher Wert durch guten Originalzustand. | 09236443 |
| Direkt Bild zu diesem Denkmal hochladen | Vermutlich ehemaliges Auszugshaus eines Häusleranwesens | Am Klosterbach 44 (Karte)                      | Ende 18. Jahrhundert | Zeittypisches Fachwerkhaus von baugeschichtlichem und sozialgeschichtlichem Wert. Kleines ländliches Ausgedinge, im Erdgeschoss teils noch Fachwerk, Obergeschoss Fachwerk, Giebel verschiefert, Porphyrgewände, Winterfenster. | 08955219 |
|                                         | Wohnhaus in Ecklage, ehemalige Lohgerberei | An der Halbige 1 (Karte)                       | Vor 1800 | In mehreren Bauetappen errichtetes Gebäude von großer städtebaulicher, stadt- und baugeschichtlicher Bedeutung. Wichtig für Ortsbild als Teil eines geschlossenen Straßenzuges, zweigeschossig, Stichbogenportal mit Schlussstein und Initiale bezeichnet, Schrifttafel mit Bezeichnung 1607, Haus an Giebelseite alte Fenstergewände mit Stabwerk, ca. 16. Jahrhundert, Haus vermutlich massiv, hohes Krüppelwalmdach, Seitenflügel mit Aufzug, Haus mit mehreren Bauphasen. | 09236401 |
| Direkt Bild zu diesem Denkmal hochladen | Wohnhaus in geschlossener Bebauung | An der Halbige 13 (Karte)                      | 19. Jahrhundert | Als Bestandteil eines zeitgleich entstandenen Straßenzuges von stadtentwicklungsgeschichtlichem und städtebaulichem Wert. Wichtig für Ortsbild als Teil eines geschlossenen Straßenzuges, Fachwerk-Obergeschoss verputzt, Erdgeschoss und Giebel massiv, Satteldach, kleines Haus, das an ursprüngliche Bebauung der Halbige erinnert, also ortsgeschichtlich wichtig, weiterhin Erlebnis- und Erinnerungswert sowie ortsbildprägende Wirkung. | 09236402 |
| Direkt Bild zu diesem Denkmal hochladen | Villa mit Resten der Einfriedung | Arraser Straße 22 (Karte)                      | Um 1915 | Zeittypisches, qualitätvoll gestaltetes Gebäude in gutem Originalzustand. Annähernd quadratischer Grundriss, Walmdach, Mittelrisalit, Frontgiebel, Rundbogenfenster, zweigeschossig, vier Achsen, Fensterläden, originaler Putz, Fenster, Türen, Sockel Polygonmauerwerk, Glattputz, zurückhaltende Putzornamentik: Füllhorn mit Früchten, französischer Balkon am Frontgiebel. | 09236217 |
| Direkt Bild zu diesem Denkmal hochladen | Brücke über den Auenbach | Auenstraße (Karte)                             | 1800 | Einbogiger Bau in Bruchsteinmauerwerk, bau- und verkehrsgeschichtlich von Bedeutung. Die 1800 erbaute Brücke überspannt den Auenbach für einen von der Auenstraße westwärts abzweigenden Weg. In zeittypischer Bauweise ist die Brücke als einbogiger Bau in Bruchsteinmauerwerk ausgeführt. Beidseitig der Brücke flankieren ebenfalls aus Bruchstein bestehende, leicht schräggestellte Flügelwände den Bachlauf. Auf der Oberstromseite zeigen diese eine jüngere Ertüchtigung in Beton. Eine weitere nachträgliche Veränderung sind die metallenen Brückengeländer (Rohrprofile). Ursprünglich bildeten vermutlich gemauerte Wangen die seitliche Wegesicherung. Ansonsten ist die Brücke weitgehend in ihrer bauzeitlichen Form erhalten. Sie stellt damit zum einen ein Zeugnis der Entwicklung des Brückenbaus um 1800 dar, daraus leitet sich ihre baugeschichtliche Bedeutung ab. Zum anderen verweist sie auf die Geschichte der verkehrlichen Erschließung im ehemals landesherrlichen Forstgebiet „Fürstenwald“, für die gerade im 19. Jahrhundert die forstwirtschaftliche Nutzung des Waldgebietes ein wichtiger Aspekt war. Darin liegt ihr verkehrsgeschichtlicher Aussagewert. | 09307377 |
| Weitere Bilder                          | Bahnhof Geringswalde mit Empfangsgebäude, Bahnsteigüberdachung und Wartehalle mit integriertem Stellwerk | Bahnhofsplatz 1 (Karte)                        | 1893 (Personenbahnhof); um 1900 (Bahnsteig) | Zeittypisches, geschlossen erhaltenes Gebäudeensemble mit einem in Typenbauweise errichtetem Empfangsgebäude an der Bahnstrecke Waldheim–Rochlitz (6631; sä. WR) von stadtgeschichtlicher, verkehrsgeschichtlicher und städtebaulicher Bedeutung. - Empfangsgebäude: zweigeschossiger Klinkerbau (rote Klinker) mit Lisenengliederung, Segmentbogenfenstern, originaler Innen- und Außengestaltung, im Anbau Warteraum, eingeschossiger roter Klinkerbau, originale Haustür und Zimmertüren sowie Raumstruktur erhalten, Funktion des Gebäudes heute noch gut ablesbar, Fenster erneuert, Schalterhalle befand sich im Holzvorbau, guter Originalzustand, dort befanden sich z. B. Gepäckschalter, Fahrkartenschalter - Bahnsteigüberdachung und Stellwerk: in gleicher Zeit errichtet, guter Originalzustand | 09243496 |
| Weitere Bilder                          | Postmeilensäule | Bahnhofstraße (Karte)                          | 1727 | Kursächsische Postmeilensäule (Sachgesamtheit); stark restaurierte Distanzsäule, verkehrsgeschichtlich von Bedeutung. Aus Rochlitzer Porphyrtuff, in der typischen Form (mit Entfernungsangaben beschrifteter) Obelisk auf Sockel, mit Wappenstück, „AR“-Monogramm und Posthornzeichen. 1894 vom Geringswalder Dr. Günther vor der Zerschlagung durch Kauf gesichert, Aufstellung an der Westufer des Stadtteiches. Dadurch stark verwittert, 1911 restauriert, 1983 restauriert und am heutigen Standort aufgestellt. | 09236394 |
|                                         | Pfarrhaus mit Einfriedung | Bahnhofstraße 12 (Karte)                       | 1909–1910 | Putzbau im Reform- und Heimatschutzstil um 1910, Architekt war Julius Zeißig, in Nähe und Verbindung zur Kirche, von orts- und baugeschichtlicher Bedeutung. Dreigeschossig, hohes Krüppelwalmdach, Putzfassaden ursprünglich durch Fensterläden belebt, Längsseiten mit Doppelzwerchhaus, Hauseingänge mit geschmückter Verdachung, im Innern bauzeitliche Ausstattungsdetails. | 09306610 |
| Direkt Bild zu diesem Denkmal hochladen | Villa | Bahnhofstraße 14 (Karte)                       | Um 1900 | Qualitätvoll gestaltete Villa in gutem Originalzustand. Zweigeschossig, Mittelrisalit, Balkone auf Säulen, Fenster mit Sprossenteilung an Oberlichtern, Jugendstileinflüsse, Glattputz, Gesims, ockerfarben, Mittelrisalit turmartig überhöht, gekoppelte rundbogige Fenster, Zeltdach, hölzerner Vorbau am Eingang. | 09236202 |
| Direkt Bild zu diesem Denkmal hochladen | Mietvilla mit Einfriedung | Bahnhofstraße 18 (Karte)                       | Um 1900 | Zeittypisches Gebäude in gutem Originalzustand. Betonfenstergewände, porphyrfarben, Bleiglasfenster, Holzbalkone mit Verzierungen, zugebaut, originale Gauben, Fachwerkelemente am Zwerchgiebel, guter Originalzustand, Putz eventuell verändert, hölzernes Vorhaus. | 09236201 |
| Direkt Bild zu diesem Denkmal hochladen | Wohnhaus in offener Bebauung | Bahnhofstraße 22 (Karte)                       | Um 1900 | Wohnhaus in qualitätvoller architektonischer Gestaltung in gutem Originalzustand. Putzfassade, zweigeschossig, Zwerchgiebel, originaler Putz, vermutlich ockerfarben, porphyrfarbene Betonfenstergewände, Sockel Polygonmauerwerk mit Eckquaderung, Zwerchgiebel, Krüppelwalmdach, Holzbalkone verziert. | 09236198 |
| Direkt Bild zu diesem Denkmal hochladen | Villa mit Einfriedung | Bahnhofstraße 31 (Karte)                       | 1902 | Architektonisch qualitätvoll gestaltete Villa mit Turm in gutem Originalzustand von baugeschichtlichem und städtebaulichem Wert. Klinkerfassade, Frontgiebel mit Voluten, Türmchen, Eckerker, Erker, Balkon, unregelmäßiger Grundriss, Balkonbrüstung mit Docken, Jugendstilornamente, Bleiglasfenster, schöner schmiedeeiserner, orangeroter Klinker, am Eckturm Fachwerkelemente, original erhaltener Zaun. | 09236196 |
| Direkt Bild zu diesem Denkmal hochladen | Wohn- und Geschäftshaus mit Einfriedung, ehemals Firma H. Ettig & Söhne | Bahnhofstraße 35 (Karte)                       | 1894 | Architektonisch aufwendig gestaltetes Gebäude in sehr gutem Originalzustand. Schöner schmiedeeiserner Zaun, Klinkermischbauweise, Putznutung im Erdgeschoss, Sockel Polygonmauerwerk, roter Klinker am Obergeschoss mit Eckquaderung, kannelierte Pilaster, originale Gauben, sehr guter Originalzustand, Mittelrisalit, Eingang an Giebelseite, Bleiglasfenster im Treppenhaus (Information von R. Uhlig, Erfassung Industriedenkmale 1994). Geringswalder Sitzmöbel GmbH, ehemals Ettig & Söhne, 1863 gegründet, heute Firmengruppe Ruprecht. | 09236197 |
| Direkt Bild zu diesem Denkmal hochladen | Wohnhaus und Torbogen in geschlossener Bebauung | Brauhausstraße 2 (Karte)                       | 1859 | Wohnhaus und Torbogen in geschlossener Bebauung | 09236390 |
| Direkt Bild zu diesem Denkmal hochladen | Wohnstallhaus | Buchberg 13 (Karte)                            | Ende 18. Jahrhundert | Schlichtes Fachwerkwohnhaus in einer Siedlung gleichartiger Bebauung von ortsentwicklungsgeschichtlichem und städtebaulichem Wert. Zustand marode. Obergeschoss Fachwerk, teilweise verkleidet, Porphyrgewände mit profiliertem Türsturz an Haustür, Fenstergrößen und -sprossung erhalten. Teil des alten Ortskerns. | 08955214 |
| Direkt Bild zu diesem Denkmal hochladen | Wohnhaus | Buchberg 15 (Karte)                            | 1. Hälfte 19. Jahrhundert | Zeittypisches Fachwerkwohnhaus in gleichartiger Bebauung von ortsgeschichtlichem und städtebaulichem Wert. Dach mit Schiefer, Stichbogenportal mit Schlussstein, Obergeschoss Fachwerk, Giebelspitze verschiefert. | 08955213 |
| Direkt Bild zu diesem Denkmal hochladen | Wohnhaus (ohne den massiven Anbau) | Buchberg 29 (Karte)                            | Um 1800 | Zeittypischer Hakenhof von baugeschichtlichem, ortsgeschichtlichem und städtebaulichem Wert. Obergeschoss Fachwerk, alles verkleidet, Fachwerk aber nicht verändert, Teil des alten Dorfkernes, Klostergeringswalde. | 08955216 |
| Direkt Bild zu diesem Denkmal hochladen | Häusleranwesen | Buchberg 35 (Karte)                            | Um 1750 | Als eines der letzten weitgehend original erhaltenen Fachwerkwohnhäuser auf dem Buchberg denkmalwürdig, ortsgeschichtlicher und städtebaulicher Wert. Fachwerk-Obergeschoss, Erdgeschoss massiv, Krüppelwalmdach, Eckstreben am Fachwerk, einfaches Fachwerk original erhalten, letzte original erhaltene Fachwerkhaus auf Buchberg, traufseitiger Waschhausanbau mit Pultdach, Erdgeschoss verändert, im Zusammenhang mit Rittergut entstanden. | 09236206 |
| Direkt Bild zu diesem Denkmal hochladen | Torhaus, Seitengebäude und Scheune eines Vierseithofes | Buschweg 4 (Karte)                             | Vor 1800 | Landschaftstypische Wirtschaftsgebäude eines Bauernhofes in gutem Originalzustand von ortsbildprägender Bedeutung. - Torhaus: Fachwerk teilweise Verblattungen, teilweise massiv ersetzt, schönes, rundbogiges Türportal zum Keller, Satteldach, sehr wichtig für Ortsbild, teilweise original erhalten, Torhaus mit aufgeblatteten Kopf- und Fußstreben - Seitengebäude: Fachwerk-Obergeschoss, Stichbogenportale Porphyr, Fenstergewände ebenfalls, Erdgeschoss massiv, Fachwerk-Obergeschoss mit Tür, Satteldach, guter Originalzustand | 09236214 |
|                                         | Wohnhaus in geschlossener Bebauung | Dresdener Straße 1 (Karte)                     | 1665 | Sitznischenportal in Renaissanceformen, zentrale Lage, ortsentwicklungs- und baugeschichtlich von Bedeutung. Wichtig für Ortsbild als Teil eines geschlossenen Straßenzuges, massiv, Satteldach, Sitznischenportal mit „1665 C G“ bezeichnet, ornamentale Verzierungen am Portal, zweigeschossig, sechs Achsen, Portal Rochlitzer Porphyrtuff. | 09236378 |
| Direkt Bild zu diesem Denkmal hochladen | Wohnhaus in geschlossener Bebauung | Dresdener Straße 6 (Karte)                     | Um 1890 | Schlichter Putzbau mit Putz- und Porphyrtuffgliederungen, oberer Fassaden- und Dachbereich in Formen um 1900 umgestaltet, als Bestandteil eines geschlossen erhaltenen Straßenzuges gleicher Bauzeit von ortsentwicklungsgeschichtlicher Bedeutung. Wichtig für Ortsbild als Teil eines geschlossenen Straßenzuges, Putzfassade, zweigeschossig, sieben Achsen, Putznutung im Erdgeschoss, schöne Gauben mit Leergespärre und Verzierungen, Reste des alten Türportals. | 09236389 |
| Direkt Bild zu diesem Denkmal hochladen | Wohnhaus (mit Sitznischenportal) in geschlossener Bebauung | Dresdener Straße 8 (Karte)                     | Bezeichnet mit 1670 | Baulich überformtes Wohnhaus mit originalem Renaissanceportal und historischem Baukern von ortsentwicklungsgeschichtlicher Bedeutung. An Kartusche bezeichnet mit 1670, Haus selbst verändert mit zu großen Fensteröffnungen – es ist jedoch davon auszugehen, dass die Außenwände sowie Keller, Zimmerwände und Dachstuhl auch aus dem 16. Jahrhundert stammen könnten. | 09236388 |
| Direkt Bild zu diesem Denkmal hochladen | Wohnhaus in geschlossener Bebauung | Dresdener Straße 12 (Karte)                    | 1820 | Bedeutsam für das Ortsbild als Teil eines geschlossenen Straßenzuges gleicher Bauzeit. Wichtig für Ortsbild als Teil eines geschlossenen Straßenzuges, Stichbogenportal mit Schlussstein bezeichnet mit „M 1820“, zweiflüglige Haustür mit Oberlicht um 1890, zweigeschossig, fünf Achsen, Porphyrfenster- und Türgewände, Tür in Haus zurückgesetzt. | 09236387 |
| Direkt Bild zu diesem Denkmal hochladen | Wohnhaus in geschlossener Bebauung | Dresdener Straße 13 (Karte)                    | Bezeichnet mit 1818 | Stattlicher Fachwerkbau mit massivem Erdgeschoss, dort Porphyrtuffgliederungen, Portalrahmung mit bezeichnetem Schlussstein, ortsentwicklungs- und baugeschichtliche Bedeutung. Wichtig für Ortsbild als Teil eines geschlossenen Straßenzuges, repräsentativer, gut gestalteter Bau, Fachwerk-Obergeschoss mit Eckstreben, Erdgeschoss massiv, Bruchstein, Stichbogenportal bezeichnet mit „G 1818“, zweiflüglige Haustür mit Oberlicht, Fenstergewände teilweise original erhalten mit einem Falz, Mansarddach, Gefache falsch ausgefacht mit Polster. | 09236379 |
| Direkt Bild zu diesem Denkmal hochladen | Mietshaus in geschlossener Bebauung | Dresdener Straße 16 (Karte)                    | 1906 | Putzfassade in Formen des ausgehenden Historismus mit Jugendstilanklängen, Laden, ortsentwicklungsgeschichtlich von Bedeutung. Originale Fassadengliederung, Türen und Fensterläden, Polygonsockel, Putzfassade, dreigeschossig, sechs Achsen, Mittelrisalit mit Frontgiebel, volutenartig abschließend, zweiflüglige Haustür mit Oberlicht, eigentlich Störelement in dem ansonsten einheitlich gestalteten Straßenzug – durch seine Höhe und Fassadenausbildung zerstört dieses Gebäude eigentlich das kleinstädtische Gepräge des Straßenzuges. | 09236386 |
| Direkt Bild zu diesem Denkmal hochladen | Mietshaus in geschlossener Bebauung | Dresdener Straße 19 (Karte)                    | Um 1905 | Putzfassade in Formen des ausgehenden Historismus, Mittenbetonung durch zweigeschossigen Erker, darüber Zwerchhaus, ortsentwicklungsgeschichtlich von Bedeutung | 09236380 |
| Direkt Bild zu diesem Denkmal hochladen | Wohnhaus in geschlossener Bebauung | Dresdener Straße 23 (Karte)                    | Nach 1800 | Schlichter Putzbau mit Porphyrtuffgliederungen, Stichbogenportal mit Schlussstein, typischer sächsischer Kleinstadtwohnungsbau der Zeit um 1800, Teil der historischen Ortsbebauung, ortsentwicklungs- und baugeschichtlich von Bedeutung | 09236381 |
| Direkt Bild zu diesem Denkmal hochladen | Wohnhaus in geschlossener Bebauung, ehemals zu der im Hofraum befindlichen Stuhlfabrik August Ettig gehörend, sowie Teil des angebauten Fabrikflügels (drei Achsen)                                                                          | Dresdener Straße 27 (Karte)                    | Um 1870 | Putzbau in schlichten Historismusformen, Putz- und Steingliederungen, von bau- und ortsentwicklungsgeschichtlicher Bedeutung. Wichtig für Ortsbild als Teil eines geschlossenen Straßenzuges, sechs Achsen, dreigeschossig, waagrechte Fensterverdachungen, Türportal um 1870, Satteldach. H. Ettich & Söhne gegründet 1863. Information von R. Uhlig, Erfassung Industriedenkmale 1994: - Flurstück 215: Wohnhaus und ehemalige Stuhlfabrik - Flurstück 512c: Fabrikantenvilla von 1890 | 09236382 |
| Direkt Bild zu diesem Denkmal hochladen | Portal mit bauzeitlicher Haustür | Dresdener Straße 29 (Karte)                    | 1. Hälfte 19. Jahrhundert | Segmentbogenportal, aufwändig gearbeitete, biedermeierliche Haustür mit Oberlicht, baugeschichtliche Bedeutung. Ehemals denkmalgeschütztes Wohnhaus wichtig für Ortsbild als Teil eines geschlossenen Straßenzuges, große Toreinfahrt mit einflügliger Haustür um 1890 und Oberlicht, Fenstergewände mit einem Falz, Mittelrisalit, Frontgiebel über zwei Achsen, sechs Achsen, zweigeschossig, Porphyrtürportal, im Inneren Wohnungstüren mit barocken Beschlägen. Wohnhaus unsaniert, Seitengebäude Teilabbruch, Hintergebäude Abbruch. | 09236383 |
| Direkt Bild zu diesem Denkmal hochladen | Wohnhaus und drei Seitengebäude, dazu Scheune (bei Kellerberg) eines Bauernhofes sowie Hofpflasterung und Pflasterung hinter der Scheune | Dresdener Straße 49 (Karte)                    | Um 1800 | Original erhaltene geschlossene Hofanlage mit zeit- und landschaftstypischer Bebauung. - Scheune: Fachwerk, Satteldach, Sockel massiv, Bauerngut gewesen, Wirtschaftsgebäude und Wohnhaus massiv, wichtig als geschlossener Hof, Hofpflasterung erhalten, schöne Tore, zwei Gebäude mit Satteldach, ein Gebäude mit Pultdach, Gebäude teilweise Fachwerk-Obergeschoss, im Hausflur Türen mit originalen barocken Beschlägen - Wohnhaus: zweigeschossig, sieben Achsen, Türportal erhalten, zweiflüglige Haustür mit Oberlicht, Gitter um 1900, ursprünglich mit Laden | 09236246 |
| Direkt Bild zu diesem Denkmal hochladen | Wohnhaus in geschlossener Bebauung | Dresdener Straße 50 (Karte)                    | 1797 | Landschafts- und zeittypisches Wohnhaus mit schönem Stichbogenportal, Teil eines geschlossenen Straßenzuges mit gleichartiger Bebauung. Fünf Achsen, zweigeschossig, massiv, Putzfassade, Stichbogenportal datiert und bezeichnet mit „J G G 1797“, Fenster und Türen verändert, Satteldach, drei stehende Gauben. | 09236245 |
| Direkt Bild zu diesem Denkmal hochladen | Wohnhaus in geschlossener Bebauung | Dresdener Straße 72 (Karte)                    | 1799 | Landschafts- und zeittypisches Wohnhaus mit schönem Türportal, Teil eines geschlossenen Straßenzuges mit gleichartiger Bebauung. Am Schlussstein des Stichbogenportals datiert, Fenstergewände mit einem Falz, vermutlich massiv, falscher Putz, Sockel falsch, Satteldach. | 09236244 |
| Direkt Bild zu diesem Denkmal hochladen | Wohnhaus in geschlossener Bebauung | Dresdener Straße 73 (Karte)                    | Um 1820 | Zeit- und landschaftstypisches Wohnhaus in gutem Originalzustand mit schöner Haustür sowie Portal mit ortsbildprägender Wirkung. Originale Tür- und Fenstergewände, schöne Haustür mit vier Füllungen, zwei Flügeln, Oberlicht, zweigeschossig, vier Achsen, Fachwerk-Obergeschoss verputzt, Satteldach, stehende Gauben. | 09236243 |
| Direkt Bild zu diesem Denkmal hochladen | Villa mit Einfriedung | Dresdener Straße 77 (Karte)                    | Um 1895 | Architektonisch gut gestaltete, zeittypische Villa von ortsbildprägender Bedeutung. Klinkerfassade, annähernd quadratischer Grundriss, polygonaler Erker über zwei Geschosse, roter Klinker mit Lisenen an Ecken, Gesims, zweigeschossig, Sockel Polygonmauerwerk, guter Originalzustand, Walmdach. | 09236242 |
| Direkt Bild zu diesem Denkmal hochladen | Wohnhaus in Ecklage in geschlossener Bebauung | Dresdener Straße 84 (Karte)                    | Um 1800 | Landschafts- und zeittypisches Fachwerkwohnhaus in gutem Originalzustand, Denkmalwert: wissenschaftlicher Wert als zeittypisches, original erhaltenes Wohnhaus, große ortsbildprägende Bedeutung durch Lage am Beginn des Altstadtkerns. Gut erhaltenes Fachwerkwohnhaus, verputzt, in zwei Phasen errichtet: 1. Phase im 18. Jahrhundert, Fachwerk-Obergeschoss verputzt, zweigeschossig, Krüppelwalmdach, Giebel verschieden, zwei Achsen an Straße, Erdgeschoss wenige Fenstergewände mit einem Falz. Anbau: Korbbogenabschluss der Fenster im Innern, zweiflügelige Haustür um 1800, Fachwerk-Obergeschoss, Erdgeschoss Bruchsteinmauerwerk. | 09236993 |
|                                         | Wegestein | Dresdener Straße 172 (Karte)                   | 19. Jahrhundert | Wegweiser zwischen Geringswalde und Altgeringswalde, Denkmal der Verkehrsgeschichte. Am Abzweig zum ehemaligen Kloster, mit Inschrift „Kloster Geringswalde 1,2 km“. | 09235725 |
| Direkt Bild zu diesem Denkmal hochladen | Ausgedinge-Wohnhaus | Eichberg 1 (Karte)                             | Ende 18. Jahrhundert | Kleines, weitgehend original erhaltenes Fachwerknebengebäude von baugeschichtlichem Wert. Dach Schiefer, altes Türblatt, Obergeschoss Fachwerk, Giebel Reste von Schiefer. | 08955220 |
| Direkt Bild zu diesem Denkmal hochladen | Wohnhaus eines Bauernhofes | Eichberg 7 (Karte)                             | 1820 | Zeittypisches ländliches Wohn- und Wirtschaftsgebäude von baugeschichtlichem Wert. Obergeschoss und Giebel Fachwerk rundum verkleidet, Krüppelwalmdach. | 08955221 |
| Direkt Bild zu diesem Denkmal hochladen | Ehemaliges Stadtkrankenhaus, später Schule | Erich-Zeigner-Straße 19 (Karte)                | Um 1900 | Repräsentatives Gebäude mit zeittypischer, qualitätvoller Fassadengestaltung, bau- und ortsgeschichtlich von Bedeutung. Klinkerfassade, Eckquaderung, Mittelrisalit, Seitenrisalite, gelber Klinker, Fenstergewände Beton, möglicherweise ehemals Krankenhaus, Sockel Polygonmauerwerk, zweigeschossig. | 09236250 |
| Direkt Bild zu diesem Denkmal hochladen | Villa mit Garten und Teil des ehemaligen Bedienstetenwohnhauses (angebaut an Wohnhaus Hirtenberg 1) | Friedrich-Engels-Straße 1 (Karte)              | Um 1905 | Von baukünstlerischer Bedeutung. - Villa: Klinker, weiß, Balkons, unregelmäßiger Grundriss, Erker polygonal, originale Gitter, Volutengiebel, Fenster mit Sprossenteilung der Oberlichter, Balkon mit neogotischen Gestaltungselementen, Vierpass, Brüstung mit Balustern - Bedienstetenwohnhaus: mit Fachwerk, ursprünglich vermutlich Wohnung des Chauffeurs, Garage, schönes Tor, kannelierte Säulen, originaler Haustür, gleiche Bauzeit wie Villa - Nebenanlage – Villengarten: - Einfriedung: südliche Einfriedungsmauer aus Sandstein- und Klinkermauerwerk sowie zwei Torpfeilern aus Sandstein - Bodenrelief: Terrasse mit Balustrade im Süden der Villa - Erschließung: Auffahrt von Süden zur Villa - Gehölze: im Ost-Bereich Solitärbäume (eine Blutbuche, eine Rotbuche) und Koniferen, an der Nordgrenze - Baumreihe (Hainbuchen), im Süd-Bereich Baumgruppe (Esche, Robinie, Roteiche) - Ausstattung: Skulptur, Steinvasen - Verlust: Einfriedung an der Nordgrenze - Beeinträchtigungen: niedriger weißer Holzzaun an der Nordgrenze, Wasserbecken mit Brücke und Bepflanzung im Nordosten der Villa, Beleuchtung im Garten, neue Torflügel | 09236397 |
| Direkt Bild zu diesem Denkmal hochladen | Wohnhaus in halboffener Bebauung | Friedrich-Engels-Straße 2 (Karte)              | 1823 | Zeittypisches kleinstädtisches verputztes Fachwerkhaus von bau- und stadtentwicklungsgeschichtlichem Wert. Am Türportal datiert, bezeichnet mit „M“, Stichbogenportal mit Schlussstein, zweiflüglige Haustür mit Oberlicht aus Entstehungszeit, Fenstergewände mit zweifacher Falzung, Fachwerk-Obergeschoss verputzt, Satteldach, sechs Achsen, zweigeschossig. | 09236396 |
| Direkt Bild zu diesem Denkmal hochladen | Mietshaus in geschlossener Bebauung | Friedrich-Engels-Straße 18 (Karte)             | Um 1895 | Zeittypischer, qualitätvoll gestalteter Mietshausbau in gutem Originalzustand. Zweigeschossig, sechs Achsen, Zwerchgiebel über zwei Achsen, originale Haustür, Glattputz, Putzbänder. | 09236252 |
| Direkt Bild zu diesem Denkmal hochladen | Mietshaus in geschlossener Bebauung | Friedrich-Engels-Straße 20 (Karte)             | Um 1890 | Zeittypischer, qualitätvoll gestalteter Mietshausbau in gutem Originalzustand. Originale Haustür, zweiflüglig mit Oberlicht, waagrechte Fensterverdachung im ersten Obergeschoss, Glattputz, ockerfarben, Zwerchgiebel über zwei Achsen, originale Gauben. | 09236253 |
| Direkt Bild zu diesem Denkmal hochladen | Mietshaus in geschlossener Bebauung | Friedrich-Engels-Straße 22 (Karte)             | Um 1895 | Mit Laden, zeittypisches, qualitätvoll gestaltetes Mietshaus in gutem Originalzustand, baugeschichtlich von Bedeutung. Fenstergewände gefärbter Beton, Gestaltung ähnlich Nachbarhäuser. | 09236254 |
| Direkt Bild zu diesem Denkmal hochladen | Villa | Friedrich-Engels-Straße 24 (Karte)             | Um 1920 | Architektonisch qualitätvoll gestaltete Villa mit Turm. Fensterläden mit Jalousie im ersten Obergeschoss, Turm, unregelmäßiger Grundriss, Putzfassade mit Porphyrsockel, Treppenaufgang, Walmdach. | 09236251 |
| Direkt Bild zu diesem Denkmal hochladen | Mietvilla mit Einfriedung | Goldammerstraße 1 (Karte)                      | Um 1895 | Architektonisch qualitätvoll gestaltetes Gebäude mit zeittypischem Zierrat. Putzfassade, ockerfarben, Eckquaderung mit Diamantschnitt, kannelierte Pilaster, gebrochene Dreiecksgiebel als Fensterverdachung und waagrechtes Gebälk sowie rundbogige Fensterverdachung, im Sockelbereich zweigeschossig, Mittelrisalit, im Dachbereich verändert, Fenster nicht original. | 09236199 |
| Direkt Bild zu diesem Denkmal hochladen | Wohnhaus in Ecklage und in offener Bebauung, mit Einfriedung | Goldammerstraße 2 (Karte)                      | Um 1905 | Wohnhaus mit zeittypischer Fassadengliederung in gutem Originalzustand. Mittelrisalit, zwei Frontgiebel mit Voluten und Sonnenmotiv, Fensterverdachung mit Dreiecksgiebelchen und waagrechtem Gebälk, roter Klinker mit weißglasierten Ziegelbändern, Klinkerornamente, Sockel verputzt und vereinfacht, Fenster größtenteils original. | 09236200 |
| Weitere Bilder                          | König-Friedrich-August-Turm und Allee | Heeresstraße (Karte)                           | 1907 (Aussichtsturm); ab 1907 (Allee) | Dominanter, architektonisch qualitätvoll gestalteter Aussichtsturm, Allee und Turm aufgrund ihrer Lage auf einer Höhe weit in die Landschaft wirkend und daher von landschaftsgestaltender Bedeutung. 301,5 m über NN gelegen, 25 h, Eingangstreppe Lausitzer Granit, Fassadengestaltung mit Naturstein und Putzflächen. | 09236247 |
| Direkt Bild zu diesem Denkmal hochladen | Wohnhaus in geschlossener Bebauung | Hirtenberg 4 (Karte)                           | 1796 | Wohnhaus in geschlossener Bebauung | 09236398 |
| Direkt Bild zu diesem Denkmal hochladen | Wohnstallhaus eines ehemaligen Vierseithofes (Seitengebäude Mittweidaer Straße 63 abgebrochen) | Klosterallee 2 (Mittweidaer Straße 63) (Karte) | Bezeichnet mit 1808 | Landschaftstypisches bäuerliches Wohn- und Wirtschaftsgebäude in gutem Originalzustand von ortsbildprägender Bedeutung. - Seitengebäude (Klosterallee 2): am Türportal bezeichnet mit 1808, leerstehend und vernachlässigt, zwei Stichbogenportale mit Schlussstein, davon ein Schlussstein bezeichnet mit „CGS“, Fachwerk-Obergeschoss strebenreich, teilweise verkleidet, Tür im Obergeschoss, Krüppelwalmdach, Erdgeschoss massiv, Porphyrfenster- und -türgewände, Garageneinbruch - vermutlich ehemaliges Auszugshaus (Mittweidaer Straße 63, Abbruch vor 2007): ebenfalls leerstehend und vernachlässigt, guter Originalzustand, ein Giebel massiv, Giebeldreieck Fachwerk verkleidet, Gliederung erhalten, teilweise freiliegend, Erdgeschoss massiv unterfahren, Satteldach, kräftiges strebenreiches Fachwerk, kräftig ausgeprägte Schwelle, wichtig für das Ortsbild | 09236212 |
| Direkt Bild zu diesem Denkmal hochladen | Wohnhaus in halboffener Bebauung | Klosterallee 8 (Karte)                         | Um 1800 | Einfaches zeittypisches Fachwerkwohnhaus, wichtig für Ortsbild und aus siedlungsgeschichtlichen Gründen. Fachwerk-Obergeschoss, Erdgeschoss massiv, Satteldach, Vordach, einfache Fachwerkkonstruktion, wichtig für Ortsbild und aus siedlungsgeschichtlichen Gründen. | 09236207 |
| Direkt Bild zu diesem Denkmal hochladen | Wohnhaus in offener Bebauung | Klosterallee 9 (Karte)                         | Vor 1800 | Landschaftstypisches Fachwerkwohnhaus in gutem Originalzustand mit ortsbildprägender Bedeutung, Hilmsdorf. Fachwerk-Obergeschoss strebenreich, Erdgeschoss massiv, Porphyrgewände mit einer Hohlkehle, Satteldach, Stallteil, giebelseitiger Anbau mit Pultdach, guter Originalzustand, wichtig für Ortsbild, Giebeldreieck verschiefert. | 09236209 |
| Direkt Bild zu diesem Denkmal hochladen | Wohnhaus in halboffener Bebauung | Klosterallee 10 (Karte)                        | Um 1800 | Einfaches Fachwerkwohnhaus in gutem Originalzustand mit ortsbildprägender Wirkung, siedlungsgeschichtlich bedeutsam. Fachwerk-Obergeschoss mit Eckstreben, Erdgeschoss massiv, Satteldach, besserer Originalzustand als Nummer 8, wichtig für Ortsbild und siedlungsgeschichtlich. | 09236208 |
|                                         | Königlich-Sächsische Meilensteine (Sachgesamtheit): Meilenstein, um 1900 zum Kilometerstein umgearbeitet | Leipziger Straße (Karte)                       | 2. Hälfte 19. Jahrhundert | Königlich-Sächsischer Meilenstein, verkehrsgeschichtlich von Bedeutung. Vermutlich zu Kilometerstein umgearbeitet, bezeichnet mit Rochlitz, Waldheim und Kilometerangaben. | 09236400 |
| Direkt Bild zu diesem Denkmal hochladen | Wohnhaus in geschlossener Bebauung | Leipziger Straße 1 (Karte)                     | Um 1800 | Mit Läden, baugeschichtlich von Bedeutung. Stichbogenportal mit Schlussstein, Gesims, acht Achsen, Läden nachträglich, einfacher Bau, aber erhaltenes Türportal und Fassadengliederung, Bedeutung für Ortsbild, steiles Satteldach. | 09236363 |
| Direkt Bild zu diesem Denkmal hochladen | Stichbogenportal eines Wohnhauses | Leipziger Straße 11 (Karte)                    | 1754 | Zeittypisches Gestaltungselement. Bezeichnet mit „G L K 1754“. | 09299944 |
| Direkt Bild zu diesem Denkmal hochladen | Wohnhaus in geschlossener Bebauung | Leipziger Straße 13 (Karte)                    | Vor 1800 | Als Teil eines zeitgleich entstandenen und geschlossen erhaltenen Straßenzuges von stadtentwicklungsgeschichtlichem und städtebaulichem Wert. Wichtig für Ortsbild als Teil eines geschlossenen Straßenzuges, originale Fassadengliederung, zweigeschossig, kleines einfaches Haus, möglicherweise mit Fachwerk-Obergeschoss verputzt, Erdgeschoss massiv, Stichbogenportal, sehr steiles Satteldach. | 09236365 |
| Direkt Bild zu diesem Denkmal hochladen | Haustür und Türportal eines Wohnhauses | Leipziger Straße 14 (Karte)                    | Nach 1800 | Haustür und Türportal eines Wohnhauses | 09236372 |
| Direkt Bild zu diesem Denkmal hochladen | Wohnhaus in geschlossener Bebauung | Leipziger Straße 21 (Karte)                    | Um 1880 | Relativ aufwendig gestalteter Gründerzeitbau von städtebaulichem Wert. Wichtig für Ortsbild als Teil eines geschlossenen Straßenzuges, zweigeschossig, vier Achsen, Gesims, reiche Fassadengliederung, Kragsteine, Mansarddach, originale Gauben und Haustür, Fenster verändert. | 09236366 |
| Direkt Bild zu diesem Denkmal hochladen | Wohnhaus in geschlossener Bebauung | Leipziger Straße 22 (Karte)                    | Um 1800 | Mit Laden, als Teil eines zeitgleich entstandenen Straßenzuges von stadtentwicklungsgeschichtlichem und städtebaulichem Wert. Wichtig für Ortsbild als Teil eines geschlossenen Straßenzuges, Laden nachträglich, zwei Fenstergewände im Erdgeschoss mit einem Falz, Türportal nach 1800, sechs Achsen, zweigeschossig, Satteldach, Haustür um 1925. | 09236371 |
| Direkt Bild zu diesem Denkmal hochladen | Dachstuhl eines Wohnhauses | Leipziger Straße 23 (Karte)                    | 1619 datiert (Dachstuhl) | Original erhaltener Dachstuhl aus der Zeit vor 1750 von hausgeschichtlichem Wert. Wichtig für Ortsbild als Teil eines geschlossenen Straßenzuges, sechs Achsen, zweigeschossig, im Erdgeschoss Fenstergewände mit zwei Falzen und Abfasung aus Mitte des 18. Jahrhunderts, Türportal zugesetzt und als Fenster ausgebildet, heutiges Türportal mit Dreiecksgiebelverdachung um 1820. Anmerkung: Das Wohnhaus wurde 2007 aufgrund umfangreicher baulicher Veränderungen in seinem Inneren sowie des äußeren Erscheinungsbildes aus der Denkmalliste gestrichen. So wurde das Gebäude hofseitig erweitert, die Raumstruktur und Eingangssituation vermutlich mehrfach verändert, auch das Treppenhaus blieb nicht original erhalten. In der Denkmalliste verbleibt der Dachstuhl aufgrund seines hohen Alters (laut dendrochronologischer Untersuchung 1619). Kehlbalkendach mit aufgeblatteten Kehlbalken und Kreuzstreben an den Giebelseiten. Dachneigung ca. 60°. | 09236367 |
| Direkt Bild zu diesem Denkmal hochladen | Wohnhaus in geschlossener Bebauung | Leipziger Straße 26 (Karte)                    | Um 1800 | Von stadtentwicklungsgeschichtlichem und städtebaulichem Wert. Wichtig für Ortsbild als Teil eines geschlossenen Straßenzuges, fünf Achsen, zweigeschossig, Türportal, schöne Haustür aus der 2. Hälfte des 19. Jahrhunderts, Putz erneuert, Satteldach. | 09236370 |
| Direkt Bild zu diesem Denkmal hochladen | Sitznischenportal eines Wohnhauses | Leipziger Straße 27 (Karte)                    | Vor 1700 | Porpyhrtuffportal in Renaissanceformen, baukünstlerisch von Bedeutung | 09236368 |
| Direkt Bild zu diesem Denkmal hochladen | Wohnhaus in geschlossener Bebauung | Leipziger Straße 37 (Karte)                    | 2. Hälfte 19. Jahrhundert | Zeittypisches Gebäude mit qualitätvoller architektonischer Gestaltung. Fünf Achsen, zweigeschossig, Frontgiebel über zwei Achsen mit waagrechter Fensterverdachung im ersten Obergeschoss, Gesims, Putznutung im Erdgeschoss, vermutlich ursprünglich mit Laden, zweiflüglige Haustür mit Oberlicht, Satteldach. | 09236248 |
| Direkt Bild zu diesem Denkmal hochladen | Wohnhaus in geschlossener Bebauung | Leipziger Straße 64 (Karte)                    | Nach 1800 | Als Teil eines zeitgleich entstandenen Straßenzuges von stadtentwicklungsgeschichtlichem und städtebaulichem Wert. Wichtig für Ortsbild als Teil eines geschlossenen Straßenzuges, Tür- und Fenstergewände Porphyr, erhalten, zweigeschossig, fünf Achsen, Satteldach, dieses und die Nachbarhäuser wichtig für Ortsbild, platzbildende Wirkung. | 09236407 |
| Direkt Bild zu diesem Denkmal hochladen | Wohnhaus in geschlossener Bebauung | Leipziger Straße 66 (Karte)                    | Nach 1800 | Als Teil eines zeitgleich entstandenen Straßenzuges von stadtentwicklungsgeschichtlichem und städtebaulichem Wert. Wichtig für Ortsbild als Teil eines geschlossenen Straßenzuges, fünf Achsen, zweigeschossig, Fachwerk-Obergeschoss, Türportal und Fenstergewände erhalten, Satteldach. | 09236406 |
| Direkt Bild zu diesem Denkmal hochladen | Wohnhaus in geschlossener Bebauung | Leipziger Straße 68 (Karte)                    | Anfang 19. Jahrhundert | Als Teil eines zeitgleich entstandenen Straßenzuges von stadtentwicklungsgeschichtlichem und städtebaulichem Wert. Wichtig für Ortsbild als Teil eines geschlossenen Straßenzuges, vier Achsen, zweigeschossig, Fachwerk-Obergeschoss verputzt, Satteldach, Türportal und Fenstergewände erhalten. | 09236405 |
| Weitere Bilder                          | Martin-Luther-Kirche mit Ausstattung, vier Grufthäuser, Kirchhofstor und Reste der Kirchhofmauer des ehemaligen Kirchhofs sowie Kirchenvorplatz (einzig erhaltene Reste des alten Kirchhofs) und mit kleiner vorgelagerter Parkanlage        | Lutherplatz (Karte)                            | 1888–1890 (Kirche); 1890 (Teile der Vorgängerorgel); 1926 (Orgel) | Historismusbau in neugotischen Formen, mit Gliederungen in Rochlitzer Porphyrtuff, ortsbildprägende Lage, von baukünstlerischer, stadtgeschichtlicher und städtebaulicher Bedeutung. Neogotischer Bau, zentralisierend mit Querschiffsanlage, Turmhöhe 65 Meter, Putz und Rochlitzer Porphyrtuff. | 09236350 |
| Weitere Bilder                          | Adolf-Diesterweg-Schule | Lutherplatz 4 (Karte)                          | 1892–1894 | Repräsentativer Schulbau mit Sandstein-Klinker-Fassade in historistischen Formen, von stadt- und baugeschichtlicher Bedeutung. Neun Achsen, im obersten Obergeschoss gebundene Fenster, Klinkermischbauweise, Polygonmauerwerk am Sockel, dreigeschossig, Mittelteil an Fensterbrüstungen dockenartige Baluster, Aula, sehr guter Originalzustand, oranger Klinker, Erdgeschoss mit Natursteinverkleidung, Gesims als Zahnschnittfries. | 09236351 |
| Direkt Bild zu diesem Denkmal hochladen | Turnhalle der Diesterweg-Schule | Lutherplatz 7 (Karte)                          | Um 1890 | Bau- und ortsgeschichtlich von Bedeutung | 09236352 |
| Weitere Bilder                          | Rathaus (mit Innenausstattung und Stadtfahne von Geringswalde) | Markt 1 (Karte)                                | 1904–1905 (Rathaus); bezeichnet mit 1889 (Fahne) | Malerischer Putzbau in renaissancistischen Formen, winkliger Grundriss, Porphyrtuff- und Putzgliederungen, zum Markt und zur Dresdener Straße markante Schweifgiebel, turmartiger Dachreiter, Innenausstattung mit Jugendstileinschlag, Architekt war Julius Zeißig, von ortsgeschichtlicher, baugeschichtlicher und städtebaulicher Bedeutung. Im Vorfeld des Rathausneubaus fand ein Architektenwettbewerb statt, für den die Jury drei Preise vergab. | 09236348 |
| Weitere Bilder                          | Wohnhaus in geschlossener Bebauung, ehemals Rathaus | Markt 2 (Karte)                                | 1864 | Putzbau in spätklassizistischen Formen, Porphyrtuffgliederungen, Mittenbetonung durch Vorlage, darüber Zwerchhaus mit Dreieckgiebel, Teil der historischen Marktbebauung, von stadt- und baugeschichtlicher Bedeutung. Dreigeschossig, fünf Achsen, Mittelrisalit über drei Achsen, originale Haustür, Putzfassade, Gesimse, Frontgiebel, Eckquaderungen auch am Mittelrisalit. | 09236349 |
| Direkt Bild zu diesem Denkmal hochladen | Wohnhaus in geschlossener Bebauung | Markt 5 (Karte)                                | Um 1890 | Mit Laden, baugeschichtlich von Bedeutung. Putzfassade, Kragsteine am Traufgesims, dreigeschossig, fünf Achsen, Ladenzone denkmalgerecht verändert, Porphyrgewände und Gesimsbänder. | 09236354 |
| Direkt Bild zu diesem Denkmal hochladen | Wohnhaus in geschlossener Bebauung | Markt 6 (Karte)                                | Ab 1690; um 1890 überformt | Mit Laden, baugeschichtlich von Bedeutung. Tordurchfahrt, ursprünglich zwei Gebäude, dreigeschossig, neun Achsen, im ersten Obergeschoss waagrechte Fensterverdachungen und Dreiecksgiebelchen, Gesimsbänder, Laden mit Diamantschnitt, Laden original, Erdgeschoss Bruchsteinmauerwerk und alter Schlussstein von 1690 im Hofbereich, Haus also überbaut, Tore und Türen aus Umbauzeit um 1890. | 09236355 |
| Direkt Bild zu diesem Denkmal hochladen | Wohnhaus in geschlossener Bebauung | Markt 7 (Karte)                                | Um 1880 | Mit Laden, baugeschichtlich von Bedeutung. Mit Tordurchfahrt, Läden um 1900, Dreiecksgiebel und Segmentgiebel im ersten Obergeschoss als Fensterverdachung, waagrechte Fensterverdachung im zweiten Obergeschoss, dreigeschossig, Putznutung im Erdgeschoss, Putzfassade, Gesims, neun Achsen. | 09236356 |
| Direkt Bild zu diesem Denkmal hochladen | Wohnhaus in geschlossener Bebauung | Markt 8 (Karte)                                | Um 1880 | Mit Laden, baugeschichtlich von Bedeutung. Putzfassade, fünf Achsen, dreigeschossig, waagrechte Fensterverdachung im ersten Obergeschoss, Kraggesims im Traufbereich, originale Haustür, die Ladentür und Schaufenster nachträglich, aber verträglich eingefügt. | 09236357 |
| Direkt Bild zu diesem Denkmal hochladen | Wohnhaus in geschlossener Bebauung | Markt 9 (Karte)                                | Um 1890 | Mit Läden, stattliches Gebäude, Putzfassade mit schönen betonten Fenstern, von baugeschichtlichem und städtebaulichem Wert. Putzfassade, schöne betonte Fenster mit Seitenrisaliten, Dreiecksgiebelchen als Verdachung, kannelierte Pilaster, im ersten Obergeschoss mittlere Fenster mit waagrechter Fensterverdachung, Putznutung im Erdgeschoss, Ladentür zugesetzt, Haustür original erhalten, Gesims, dreigeschossig, fünf Achsen, Kragsteine am Traufbereich. | 09236358 |
|                                         | Wohnhaus mit Gaststätte Zur Wolfsschlucht | Markt 11 (Karte)                               | Bezeichnet mit 1811 | Grundlegend überformtes Wohnhaus mit Gaststätte im Erdgeschoss von stadtentwicklungsgeschichtlichem und städtebaulichem Wert. Am Türportal bezeichneter Schlussstein von 1811, Haus überformt um 1900, originale Fenster und Fenstergewände mit waagrechter Fensterverdachung und Segmentbögen, Gaststättenfenster entstellend breit, dreigeschossig, fünf Achsen. | 09236359 |
| Direkt Bild zu diesem Denkmal hochladen | Wohnhaus in geschlossener Bebauung | Markt 12 (Karte)                               | Um 1870 | Mit Laden, baugeschichtlich von Bedeutung. Fünf Achsen, zweigeschossig, Putzfassade, Putzquaderung im Erdgeschoss, waagrechte Fensterverdachung im ersten Obergeschoss, Satteldach. | 09236360 |
| Direkt Bild zu diesem Denkmal hochladen | Wohnhaus in geschlossener Bebauung | Markt 13 (Karte)                               | Um 1870 | Mit Laden, baugeschichtlich von Bedeutung. Tordurchfahrt, Putzquaderung im Erdgeschoss, Gesims, zweigeschossig, fünf Achsen, Fensterverdachung durch Dreiecksgiebelchen und waagrechtes Gebälk, Satteldach. | 09236361 |
| Direkt Bild zu diesem Denkmal hochladen | Wohnhaus in geschlossener Bebauung | Markt 14 (Karte)                               | Um 1880 | Mit Laden, baugeschichtlich von Bedeutung. Putzfassade, schöne klassizistische Fassade, waagrechte Fensterverdachung und Dreiecksgiebelchen, acht Achsen, zweigeschossig, Gesims, Plastefenster. | 09236362 |
| Direkt Bild zu diesem Denkmal hochladen | Wohnhaus in geschlossener Bebauung | Markt 17 (Karte)                               | Nach 1800 | Mit Laden, von stadtentwicklungsgeschichtlicher, baugeschichtlicher und städtebaulicher Bedeutung. Wichtig für Ortsbild als Teil eines geschlossenen Straßenzuges, sieben Achsen, zweigeschossig, sehr steiles Satteldach, Türportal mit waagrechtem Gebälk, Laden nachträglich, Türportal Laden um 1905. | 09236373 |
| Direkt Bild zu diesem Denkmal hochladen | Mietshaus in geschlossener Bebauung | Markt 18 (Karte)                               | 1903 | Klinkerfassade in späthistoristischen Formen, Kunststein-, Putz- und Klinkergliederungen, Mittelachse durch Giebelverdachungen der Fenster hervorgehoben, darüber großer Zwerchgiebel, von ortsentwicklungsgeschichtlicher Bedeutung. Wichtig für Ortsbild als Teil eines geschlossenen Straßenzuges, dreigeschossig, Frontgiebel über zwei Achsen, Haus fünf Achsen, Mittelfenster betont durch Segmentgiebel bzw. Dreiecksgiebel, erstes Obergeschoss mit waagrechter Fensterverdachung, originale zweiflüglige Haustür mit Oberlicht, Laden verändert, Klinkermischbauweise, orangeroter Klinker, im Erdgeschoss Putz, Gesims, rote Klinkerbänder als Verzierung. | 09236374 |
|                                         | Wohnhaus mit ehemaliger Adler-Apotheke in geschlossener Bebauung | Markt 20 (Karte)                               | Bezeichnet mit 1808 | Putzbau in typischen Formen um 1800, nachträglich überformt, Porphyrtuffgliederungen, Mittelachse mit Portal durch Vorlage mit Rundbogenabschluss betont, Teil der historischen Bebauung am Markt, von ortsgeschichtlicher Bedeutung. Wichtig für Ortsbild als Teil eines geschlossenen Straßenzuges, am ersten Obergeschoss bezeichnet mit 1924, vermutlich Zeitpunkt Umformung, Mittelrisalit, dreigeschossig, fünf Achsen, Frontgiebel rundbogig abschließend mit Rundfenster, sehr guter Originalzustand, Satteldach, Türportal bezeichnet mit 1808, Tür aus dieser Zeit, zweiflüglig mit Oberlicht, Bleiglasfenster vermutlich von 1924, Laden um 1900. | 09236375 |
| Direkt Bild zu diesem Denkmal hochladen | Wohnhaus in geschlossener Bebauung | Markt 23 (Karte)                               | Um 1870 | Mit Laden, baugeschichtlich von Bedeutung. Wichtig für Ortsbild als Teil eines geschlossenen Straßenzuges, Laden nachträglich, fünf Achsen, zweigeschossig, Frontgiebel über drei Achsen, originale zweiflüglige Haustür mit Oberlicht, Gesims, waagrechte Fensterverdachung im ersten Obergeschoss. | 09236376 |
| Direkt Bild zu diesem Denkmal hochladen | Wohnhaus in geschlossener Bebauung | Markt 24 (Karte)                               | Um 1880 | Schlichter Gründerzeitbau von stadtentwicklungsgeschichtlichem und städtebaulichem Wert. Wichtig für Ortsbild als Teil eines geschlossenen Straßenzuges, fünf Achsen, davon ein gebundenes Fenster, waagrechte Fensterverdachung im ersten Obergeschoss u. eine Dreiecksgiebel-Fensterverdachung, zweigeschossig, Gesims fehlt, Kragsteine am Traufgesims, Frontgiebel über drei Achsen mit kannelierten Pilastern, ornamentale Verzierungen, originale Gauben. | 09236377 |
| Direkt Bild zu diesem Denkmal hochladen | Villa mit Nebengebäude (vermutlich ehemaliges Speditionsgebäude) und Einfriedung | Mittweidaer Straße 2 (Karte)                   | Um 1905 (Spedition); um 1915 (Villa) | Putzbau mit Reformstil um 1915, Putz- und Steingliederungen, Straßenfront durch erkerartige Vorlage und hohen Giebel mit Zierfachwerk akzentuiert, ortsentwicklungsgeschichtlich und baugeschichtlich von Bedeutung | 09236219 |
| Direkt Bild zu diesem Denkmal hochladen | Villa | Mittweidaer Straße 10 (Karte)                  | 1904 | Klinkerfassaden zwischen Späthistorismus, Landhausarchitektur und Jugendstil, Kunststeingliederungen, Dachbereich ursprünglich reicher gestaltet, in DDR-Zeiten vereinfacht, ortsentwicklungs- und baugeschichtlich von Bedeutung | 09307368 |
| Direkt Bild zu diesem Denkmal hochladen | Ehemalige Hilmsdorfer Schule | Mittweidaer Straße 43 (Karte)                  | Um 1890 | Traditionelles und zeittypisches Schulgebäude in Klinkermischbauweise von orts- und baugeschichtlichem Wert. Zweigeschossiges Schulgebäude mit flachem Mittelrisalit und vier Dachhäuschen, Klinker- und Putzflächen akzentuieren die Fassade sowie der Blendgiebel am Risalit. Alter Blitzableiter. | 08955226 |
| Direkt Bild zu diesem Denkmal hochladen | Verwaltungsgebäude, Kopfbau der Produktionshalle (hintere Bereiche abgebrochen) und Einfriedung der ehemaligen Werkzeug- und Maschinenfabrik Karl Wünsch                                                                                     | Mittweidaer Straße 44 (Karte)                  | Um 1910 | Zeittypischer Industriekomplex zur Herstellung von Werkzeugen für die ortsansässige Holzindustrie, von ortsgeschichtlichem Wert. Mehrere Baukuben zusammenhängend auf unregelmäßigem Grundriss, Verwaltungsgebäude mit Rechteckfenstern, Turm mit Haubendach, Eingang mit Holzvorbau, schmucklose Putzfassade, Fabrikhalle mit wellenförmig geschwungenem Dach, im Giebel schlitzförmige Fensteröffnung zu drei Gruppen. Unternehmen 1908 gegründet, Herstellung von Werkzeugen für die holzverarbeitende Industrie bis 1941, bis 1945 Herstellung von Munition, nach 1945 Enteignung und Umwandlung in volkseigenen Betrieb (Hinrichtung des Eigentümers Karl Wünsch), nach 1990 Treuhand, umfassende Umbaumaßnahmen, heute Produktionsbetrieb. | 08955227 |
| Direkt Bild zu diesem Denkmal hochladen | Wohnstallhaus und Seitengebäude eines ehemaligen Vierseithofes | Mittweidaer Straße 47 (Karte)                  | 1778 (Bauernhaus); 1814 (Seitengebäude) | Landschaftstypische Gebäude eines Bauernhofes in gutem Originalzustand mit ortsbildprägender Wirkung, Hilmsdorf. - Wohnstallhaus: Fachwerk-Obergeschoss verputzt, Erdgeschoss massiv, einfaches Türportal und ein Stichbogenportal, Stall, Heuaufzug, Satteldach, Dachhecht, Wohnhausobergeschoss und Dachstuhl möglicherweise 17. Jahrhundert, Sandsteingewände - Seitengebäude: Tür im Obergeschoss, Stichbogenportal mit Schlussstein, Erdgeschoss Bruchstein, massiv, Garageneinbau, Durchfahrt zugesetzt, eventuell Auszugshaus, Satteldach, wichtig für Ortsbild, guter Originalzustand, vier Mitteldrehflügelfenster, Porphyrgewände | 09236216 |
| Direkt Bild zu diesem Denkmal hochladen | Häusleranwesen | Mittweidaer Straße 49 (Karte)                  | Mitte 19. Jahrhundert | Kleines Fachwerkwohnhaus an ortsbildprägender Stelle von baugeschichtlichem Wert. Obergeschoss und Giebel Fachwerk, Türgewände auch Fachwerk, ein Giebel Schiefer, Dach Schiefer. | 08955225 |
| Direkt Bild zu diesem Denkmal hochladen | Wohnstallhaus eines ehemaligen Vierseithofes | Mittweidaer Straße 59 (Karte)                  | 2. Hälfte 18. Jahrhundert | Landschaftstypisches Bauernhaus in gutem Originalzustand mit ortsbildprägender Bedeutung. Fachwerk-Obergeschoss, kräftige Schwelle, strebenreiches Fachwerk, Erdgeschoss massiv, Fassadengliederung erhalten, im Erdgeschoss Garageneinbau, steiles Satteldach. | 09236210 |
| Direkt Bild zu diesem Denkmal hochladen | Wohnstallhaus und Scheune eines Bauernhofes | Mittweidaer Straße 61 (Karte)                  | Um 1800 | Zeittypische Fachwerkgebäude von bau- und sozialgeschichtlichem Wert. - Wohnstallhaus Obergeschoss Fachwerk, Erdgeschoss Porphyrgewände, Tür mit geradem, profiliertem Sturz, Dach Schiefer - Scheune noch hofseitig Fachwerk mit Drempel und zwei großen Toreinfahrten, Giebel Schiefer | 08955222 |
| Direkt Bild zu diesem Denkmal hochladen | Transformatorenhäuschen | Mittweidaer Straße 72 (Karte)                  | Um 1920 | Qualitätvoll gestalteter Zweckbau, Zeugnis für Elektrifizierung des Ortes, technikgeschichtlich von Bedeutung. Sockel Polygonmauerwerk, Porphyr, Walmdach, Türeinfassung ebenfalls Porphyrtuff. | 09236215 |
| Weitere Bilder                          | Rest eines Turmholländers (Grohmühle Geringswalde) | Rochlitzer Straße 5 (Karte)                    | Bezeichnet mit 1885 | Heute eingefügt in Gebäudekomplex des Arthur Groh Kraftfutterwerkes, einzige erhaltene Holländer-Windmühle im Landkreis, Ausgangspunkt des industriellen Mühlenkomplexes, technik- und ortsgeschichtlich von Bedeutung. Nachfolgebau einer Bockwindmühle von 1825, Turmholländer 1885 (Wetterfahne: „J. H. 1885“ = J. Hoffmann), bis 1915 mit Windrad und Windrose, war Ausgangspunkt des industriellen Mühlenbetriebes, heute von Umbauten umgeben. Kegeldach, Innenkrühwerk, keine technische Ausstattung erhalten. | 09236203 |
| Direkt Bild zu diesem Denkmal hochladen | Verwaltungsgebäude der ehemaligen Stuhlfabrik Lieber | Südstraße 1 (Karte)                            | 1929 | Zeittypischer, qualitätvoll gestalteter Bau in sehr gutem Originalzustand | 09236218 |
|                                         | Ehemalige Kosmetikfabrik „Reichalda“ | Unterer Zwinger 12 (Karte)                     | Um 1900 | Zeittypischer, architektonisch qualitätvoller Fabrikbau in gutem Originalzustand. Klinkerfassade, Seitenrisalite, Schrift und Schmuckbänder, am Traufgesims Kragsteine, zweigeschossig, Porphyreckquaderung, Gesims und Sockel mit Porphyr und Fenstergewände mit Porphyr, Sockel Polygonmauerwerk, sehr guter Originalzustand, orangeroter Klinker. | 09236241 |
| Weitere Bilder                          | Herrenhaus des ehemaligen Rittergutes | Waldheimer Weg 6 (Karte)                       | Um 1800 | Schlichtes zeittypisches Gebäude von regionalhistorischer Bedeutung. Putznutung im Sockelbereich, Stichbogenportal mit Schlussstein, zweigeschossig, sieben Achsen, Eckquaderung, Gesims, Putzgliederung, einfacher Bau, Porphyrfenster- und -türgewände, Krüppelwalmdach. | 09236205 |
| Direkt Bild zu diesem Denkmal hochladen | Friedhof Geringswalde (Sachgesamtheit) | Waldstraße (Karte)                             | Um 1908 (Friedhof); 1. Hälfte. 20. Jahrhundert (Einfriedung und Friedhofstor); nach 1918 (Soldatenfriedhof 1. Weltkrieg); nach 1945 (Soldatenfriedhof 2. Weltkrieg)                           | Sachgesamtheit Friedhof Geringswalde, mit folgenden Einzeldenkmalen: Kapelle, Friedhofsportal, drei Grabmale, Denkmal für die Gefallenen des Ersten Weltkrieges und Gedenkstein für die Gefallenen des Zweiten Weltkrieges sowie Friedhofsgestaltung und Lindenreihe (siehe 09236399) und den Sachgesamtheitsteilen: zwei Soldatenfriedhöfe für Gefallene des Ersten und Zweiten Weltkrieges, Aufbahrungshalle mit Friedhofsverwaltung und Friedhofsmauer mit zwei Friedhofstoren; ortsgeschichtlich von Bedeutung. - Friedhofsverwalterhaus: Sachgesamtheitsteil - Friedhofsgestaltung: Eine sich von Südosten nach Nordwesten erstreckende, nach Nordwesten zugespitzende lange Dreieckfläche ist durch ein geradliniges Wegesystem in Quartiere geteilt. Solitärbäume, Baumgruppen und zum Teil Baumreihen mit Südostenunterschiedlichen Gehölzen prägen die Quartiere und Wegeachsen. Die Quartiere sind zum Teil mit geschnittenen Hecken eingefasst. - Einfriedung: im Nordosten der Kapelle Nordost-Tor mit Torbogen und zwei Torflügeln aus Metallkonstruktion, rechts und links des Tores je eine Pforte mit Bogen und Türflügeln aus Metallkonstruktion, im Nordosten des Friedhofverwalterhauses Tor mit ehemaligem Bogen, im Nordwest-Abschnitt der nordöstlichen Einfriedung verputzte Einfriedungsmauer, im Südost-Abschnitt der nordöstlichen Einfriedung Einfriedungszaun mit abgetrepptem Sockel und verputzten mit Dachziegeln abgedeckten Pfeilern sowie Zaunfeldern aus Holzlatten, an der Nordwest-Ecke Nordwest-Tor mit Torbogen, südwestliche verputzte Einfriedungsmauer, im Südost-Abschnitt der südwestlichen Einfriedung Zaunpfeiler aus Sandstein und Zaunfelder aus Holzlatten - Erschließung: geradliniges Wegesystem mit Nordwest-Südost-Wegeachse im Südost-Bereich, je einem zur nordöstlichen und südwestlichen Einfriedung parallel geführten Weg und Südwest-Nordost-Querwegen - Bodenrelief: von Südosten nach Nordwesten leicht ansteigendes Gelände - Wasser: im Südost-Bereich an der Nordwest-Südost-Wegeachse Steinsäule mit Wasserhahn (neu) und Ablauf - Gehölze: Baumreihen, Baumgruppen und Solitärbäume unterschiedlicher zum Teil seltener und veredelter Gehölze (Laub- und Nadelbäume, Bäume sind nummeriert), an der Ost-Grenze zwischen Nordost-Tor und Friedhofsverwalterhaus Baumreihe (Linden) - Blickbeziehung: vom Südost-Bereich über die Gärtnerei zu den Türmen der Stadt - Ausstattung: Steinbank aus Porphyr im Südosten des Kapellenplatzes - Beeinträchtigungen: Wirtschaftsbereiche in der Nordwest-Ecke und am Friedhofsverwalterhaus, Betonsteinpflaster auf dem Kapellenvorplatz | 09301195 |
| Direkt Bild zu diesem Denkmal hochladen | Kapelle, Friedhofsportal, drei Grabmale, Denkmal für die Gefallenen des Ersten Weltkrieges und Gedenkstein für die Gefallenen des Zweiten Weltkrieges sowie Friedhofsgestaltung und Lindenreihe (Einzeldenkmale der Sachgesamtheit 09301195) | Waldstraße (Karte)                             | 19. Jahrhundert bis 1920er Jahre (Grabmale); Anfang 20. Jahrhundert (Friedhofsportal); 1908 (Friedhofskapelle); nach 1918 (Kriegerdenkmal 1. Weltkrieg); nach 1945 (Gedenkstein 2. Weltkrieg) | Ortsgeschichtlich von Bedeutung. - Grabmal in Form eines Baumstumpfes für die Friedhofsverwalter Richard Otto und Richard Fritsch - Grabmal Bruno Rothe (Porphyr, 19. Jahrhundert) - Wandgrabmal Familie Schubert (Porphyr, 1920er Jahre) - Kriegerdenkmal für die Gefallenen des Ersten Weltkrieges mit Inschrift und Relief eines Soldaten aus Porphyr - Gedenkstein für die Opfer des Zweiten Weltkrieges als Nachnutzung (ursprünglich als Grabstein für die Tochter eines Reitschulenbesitzers geschaffen, Mainzer Sandstein mit figürlicher Darstellung eines trauernden Mädchens) | 09236399 |

### Ehemalige Denkmäler (Geringswalde)
| Bild                                    | Bezeichnung                                            | Lage                            | Datierung                 | Beschreibung | ID       |
| --------------------------------------- | ------------------------------------------------------ | ------------------------------- | ------------------------- | --- | -------- |
| Direkt Bild zu diesem Denkmal hochladen | Wohnhaus in geschlossener Bebauung                     | Dresdener Straße 20 (Karte)     | Um 1800                   | Schlichter Putzbau mit Porphyrtuffgliederungen, symmetrische Fassadenteilung, in der Mittelachse Bogenportal mit Schlussstein, ortsentwicklungsgeschichtlich von Bedeutung. Zwischen 2018 und 2020 abgerissen. | 09236385 |
| Direkt Bild zu diesem Denkmal hochladen | Wohnhaus in geschlossener Bebauung                     | Dresdener Straße 26 (Karte)     | Um 1800                   | Seitengebäude und Hintergebäude vor 2009 abgebrochen. Zwischen 2016 und 2018 abgerissen. | 09236393 |
| Direkt Bild zu diesem Denkmal hochladen | Wohnhaus in offener Bebauung                           | Erich-Zeigner-Straße 45 (Karte) | Bezeichnet mit 1819       | Landschaftstypisches Fachwerkwohnhaus des beginnenden 19. Jahrhunderts in gutem Originalzustand. Stichbogenportal mit Schlussstein, bezeichnet mit „I. G. A. 1819“, Fenstergewände im Erdgeschoss mit einem Falz, Erdgeschoss massiv, Fachwerk-Obergeschoss verkleidet, Krüppelwalmdach, Obergeschoss wärmegedämmt. Zwischen 2017 und 2023 von der Denkmalliste gestrichen.                                          | 09236204 |
| Direkt Bild zu diesem Denkmal hochladen | Wohnhaus in geschlossener Bebauung                     | Leipziger Straße 31 (Karte)     | Bezeichnet mit 1823       | Verputzter Fachwerkbau, Erdgeschoss massiv mit Porphyrtuffgliederungen, Stichbogenportal mit bezeichnetem Schlussstein, auf der Hofseite Sitznischenportal um 1600, Fassade mit Resten von Putzmalerei um 1970, typischer sächsischer Kleinstadtwohnbau des frühen 19. Jahrhunderts, bau- und ortsentwicklungsgeschichtlich von Bedeutung. Zwischen 2018 und 2020 abgerissen.                                        | 09236369 |
|                                         | Wohnhaus in geschlossener Bebauung, ehemalige Schmiede | Leipziger Straße 72 (Karte)     | Um 1800                   | Zwischen 2012 und 2016 abgerissen. | 09236404 |
| Direkt Bild zu diesem Denkmal hochladen | Wohnhaus in geschlossener Bebauung                     | Leipziger Straße 76 (Karte)     | 1. Hälfte 19. Jahrhundert | Als Bestandteil eines zeitgleich entstandenen Straßenzuges von stadtentwicklungsgeschichtlicher und städtebaulicher Bedeutung. Wichtig für Ortsbild als Teil eines geschlossenen Straßenzuges, Fachwerk-Obergeschoss verputzt, Erdgeschoss massiv, Türportal und Fenstergewände erhalten, Haustür um 1900. Im Januar 2025 abgerissen.                                                                                | 09236403 |
| Direkt Bild zu diesem Denkmal hochladen | Wohnstallhaus eines ehemaligen Vierseithofes           | Mittweidaer Straße 82 (Karte)   | 1660 Dendro               | Sehr altes Bauernhaus, ursprünglich in Geschossbauweise errichtet, seltenes Beispiel für diese alte Baukonstruktion im Landkreis. Nachträglich erweitert im 18. Jahrhundert, Fachwerk-Obergeschoss in zwei Perioden erbaut, ältester Teil Rest eines Ständerbaus, noch zwei durchgehende Ständer erkennbar mit aufgeblatteten Kopfstreben und Fußstreben, heute Erdgeschoss massiv, Satteldach. Vor 2009 abgerissen. | 09236211 |

## Aitzendorf
| Bild                                    | Bezeichnung                                                                       | Lage                           | Datierung                                                                | Beschreibung | ID       |
| --------------------------------------- | --------------------------------------------------------------------------------- | ------------------------------ | ------------------------------------------------------------------------ | --- | -------- |
| Weitere Bilder                          | Gasthof                                                                           | Obere Dorfstraße 1b (Karte)    | Um 1880                                                                  | Zweigeschossiger Putzbau an ortsbildprägender Stelle von ortsgeschichtlicher Bedeutung. Putzbau mit Backstein-Segmentbogen am Fenster, Schlussstein mit männlichem Porträt, Backstein-Kranzgesims. | 08955099 |
| Direkt Bild zu diesem Denkmal hochladen | Seitengebäude und zwei Scheunen eines Bauernhofes                                 | Obere Dorfstraße 3, 3a (Karte) | Bezeichnet mit 1820 (Seitengebäude); 2. Hälfte 19. Jahrhundert (Scheune) | Ortsbildprägend. - Nebengebäude: mit dreijochiger Kummethalle auf Porphyrsäulen, Korbbogentüren mit Schlussstein, Obergeschoss Fachwerk, zum Teil zehnfeldrige Fenster - Scheune: dem Hof vorangestellt, ganz Fachwerk mit Drempel, große Tore, böhmisch verbrettert - Scheune des Vierseithofes: Fachwerk, rundum verkleidet | 08955100 |
| Direkt Bild zu diesem Denkmal hochladen | Vierseithof mit Wohnstallhaus, zwei Seitengebäuden, Scheune und Futterhaus im Hof | Obere Dorfstraße 5 (Karte)     | Um 1860 (Wohnstallhaus); bezeichnet mit 1860 (Seitengebäude)             | Größter Hof im Ort, vollständig im originalen Sinne erhalten. - Wohnstallhaus: Obergeschoss Fachwerk, Porphyrgewände, Krüppelwalmdach - Scheune: Fachwerk mit Drempel - Nebengebäude: Obergeschoss Fachwerk, eines mit dreijochiger Kummethalle auf Porphyrsäulen, großes Dachhäuschen (Lastenaufzug) und Dachhecht, Krüppelwalmdach, Porphyrgewände - Futterhaus: mit einseitig offener Fachwerk-Konstruktion. Zum Teil Schieferdeckung | 08955101 |
| Direkt Bild zu diesem Denkmal hochladen | Zwei Stallscheunen und Scheune eines Vierseithofes                                | Obere Dorfstraße 7 (Karte)     | Um 1850                                                                  | Landschaftstypisch. Jüngere Stallscheune Obergeschoss Fachwerk mit einer Ecke als Durchfahrt, Scheune bis auf einen Teil ganz Fachwerk. Ältere Stallscheune (Durchfahrtsscheune) noch ein Teil Fachwerk im Erdgeschoss, Obergeschoss Fachwerk hofseitig mit Kopfstreben verblattert (ehemals Ständerbau). | 08955102 |
| Direkt Bild zu diesem Denkmal hochladen | Scheune und Seitengebäude eines Vierseithofes                                     | Obere Dorfstraße 16 (Karte)    | 1. Hälfte 19. Jahrhundert                                                | Ensemble von hoher Authentizität. - Scheune: Fachwerk mit Drempel an drei Seiten verkleidet - Nebengebäude: zum Teil im Erdgeschoss noch Fachwerk, Obergeschoss Fachwerk, Drehflügelfenster, Krüppelwalmdach | 08955103 |
| Direkt Bild zu diesem Denkmal hochladen | Scheune und Stallscheune eines Dreiseithofes                                      | Obere Dorfstraße 18 (Karte)    | 1886                                                                     | Gutes Beispiel der Volksbauweise. Stallscheune mit zweijochiger Kummethalle auf Pfeilern, Porphyrgewände, Obergeschoss Fachwerk mit Dachhäuschen (Taubenhaus). | 08955104 |
| Direkt Bild zu diesem Denkmal hochladen | Ausgedinge und kleine Scheune eines Vierseithofes                                 | Obere Dorfstraße 24 (Karte)    | Um 1800                                                                  | Gut erhalten, straßenbildprägende Lage. - Ausgedinge: Obergeschoss Fachwerk, alle Seiten verkleidet - kleine Scheune: Sichtfachwerk, Giebel verkleidet, eine Seite mit Rochlitzer Schiefer | 08955106 |
| Direkt Bild zu diesem Denkmal hochladen | Scheune und zwei Seitengebäude (Stallscheune) eines Vierseithofes                 | Obere Dorfstraße 25 (Karte)    | 1893 (Scheune); 1894 (straßenseitiges Seitengebäude)                     | Landschaftstypisch, von sozial- und baugeschichtlichem Wert. - Scheune: ganz Fachwerk mit Drempel - Nebengebäude: mit dreijochiger Kummethalle auf Porphyrsäulen, Obergeschoss Fachwerk, Taubenschlag im Dach - zweites Nebengebäude: Obergeschoss Fachwerk, Porphyrgewände, Dachhäuschen (Taubenschlag), die zwei Giebelseiten verkleidet                                                                                               | 08955105 |

## Altgeringswalde
| Bild                                    | Bezeichnung | Lage                         | Datierung | Beschreibung | ID       |
| --------------------------------------- | --- | ---------------------------- | --- | --- | -------- |
| Direkt Bild zu diesem Denkmal hochladen | Scheune und Seitengebäude eines Vierseithofes                                                                                    | Flemminger Straße 49 (Karte) | Um 1850 | Scheune Fachwerk mit Drempel, Seitengebäude (Stallscheune) Obergeschoss Fachwerk, Krüppelwalmdach. | 08955212 |
|                                         | Forsthaus (Wohnhaus) und zwei Nebengebäude mit Einfriedung                                                                       | Forstgasse 21 (Karte)        | 2. Hälfte 19. Jahrhundert | Forsthaus massiv, Porphyrsockel, sonst Putzgliederung, Gesims, Eckquaderung, im Giebel Okulus, profilierte Gewände, Dachüberstand, zwei Nebengebäude Dachüberstand, Scheune und Stall, Porphyrsockel, oberer Teil verbrettert, eines mit Lastenaufzug, originale Türen erhalten, ortshistorische Bedeutung, gut erhaltenes Ensemble | 08955207 |
| Direkt Bild zu diesem Denkmal hochladen | Durchfahrtsscheune und Seitengebäude eines Bauernhofes                                                                           | Obere Dorfstraße 41 (Karte)  | Um 1820 | Kleine Durchfahrtsscheune, Obergeschoss Fachwerk, und Nebengebäude (Stallscheune), Obergeschoss Fachwerk, Mitteldrehflügelfenster, Dachhäuschen mit preußischem Fachwerk, Biberschwanzdeckung | 08955205 |
| Direkt Bild zu diesem Denkmal hochladen | Hakenhof mit Wohnhaus, Stall und Ausgedingehaus                                                                                  | Obere Dorfstraße 43 (Karte)  | Ende 18. Jahrhundert | Wohnhaus Obergeschoss Fachwerk, an allen Seiten verkleidet, im Erdgeschoss Porphyrgewände, hakenförmiger Anbau mit Stall und Ausgedinge, beide auch Obergeschoss Fachwerk, teils verkleidet. Entstellende Wärmedämmung. | 08955211 |
| Direkt Bild zu diesem Denkmal hochladen | Wohnstallhaus und Stallscheune eines Vierseithofes                                                                               | Obere Dorfstraße 54 (Karte)  | Bezeichnet mit 1830 | Großes Wohnstallhaus, Porphyrgewände, Stichbogentür mit Schlussstein, Obergeschoss Fachwerk verbrettert, Stallscheune im Erdgeschoss etwas verändert, Obergeschoss Fachwerk verbrettert, straßenbildprägender Hof. Dach: Schiefer. | 08955206 |
| Weitere Bilder                          | Dorfkirche und Kirchhof Altgeringswalde (Sachgesamtheit)                                                                         | Untere Dorfstraße 14 (Karte) | Im Kern 13. Jahrhundert | Sachgesamtheit Dorfkirche und Kirchhof Altgeringswalde, mit folgenden Einzeldenkmalen: Kirche und Kriegerdenkmal für die Gefallenen des Ersten Weltkrieges (siehe 09302048), sowie mit den Sachgesamtheitsteilen: Kirchhof, Einfriedung, Leichenhalle und Baumreihe; von ortshistorischer Bedeutung. - Sachgesamtheitsteile: - Leichenhalle: an der nördlichen Einfriedungsmauer - Einfriedung: Einfriedungsmauer aus Bruchsteinmauerwerk (1991/1992 restauriert), Ost-Tor, West-Pforte - Bodenrelief: leicht erhöht liegendes Plateau - Erschließung: Zufahrt im Osten zum Ost-Tor, Zugangsweg mit Stufen im Westen zur West-Pforte, Weg vom Ost-Tor zur Leichenhalle, im Norden der Kirche Weg zwischen West-Pforte und Ost-Tor - Gehölze: im Südosten außerhalb der Einfriedungsmauer Solitärbaum (Eiche), im Nordwesten außerhalb der Einfriedungsmauer zwischen Leichenhalle und West-Pforte Baumreihe (außerhalb des Kirchhofs: eine Eiche, fünf Linden und eine Eiche), an der südlichen Einfriedungsmauer auf dem Kirchhof Baumpaar (zwei Birken), an der östlichen Einfriedungsmauer auf dem Kirchhof Baumreihe (Koniferen) | 08955210 |
| Weitere Bilder                          | Kirche mit Ausstattung und Kriegerdenkmal für die Gefallenen des Ersten Weltkrieges (Einzeldenkmale der Sachgesamtheit 08955210) | Untere Dorfstraße 14 (Karte) | Im Kern 13. Jahrhundert (Kirche); wohl Ende 14. Jahrhundert (Kruzifix); 15. Jahrhundert (Madonna); um 1510 (Altar); 1. Hälfte 17. Jahrhundert (Kanzel); nach 1918 (Kriegerdenkmal) | Einzeldenkmale der Sachgesamtheit Dorfkirche und Kirchhof Altgeringswalde; ortsgeschichtlicher bzw. baugeschichtlicher Wert. - Kirche: romanischen Ursprungs, kleine Saalkirche mit Schieferdach, teilweise heruntergezogenem Frackdach und hohem, oktogonalem Dachreiter mit barocker Haube und Laterne - Ausstattung: Schnitzaltar, um 1500, mit Tempelgang Mariae, in den Flügeln Katharina und Barbara, Rückseite bemalt: Jüngstes Gericht, im Gesprenge Strahlenkranzmadonna, hölzerne Kanzel, 2. Hälfte 17. Jahrhundert, erneuert 1767, spätgotische Sakramentsnische an der nördlichen Chorwand, kleines Holzkruzifix, Ende 14. Jahrhundert - Kriegerdenkmal: im Ost-Bereich Kriegerdenkmal für die Gefallenen der beiden Weltkriege, Porphyrblock mit Kugelbekrönung, Eichenlaub und eisernem Kreuz | 09302048 |

## Arras
| Bild                                    | Bezeichnung                                                                                | Lage                              | Datierung | Beschreibung | ID       |
| --------------------------------------- | ------------------------------------------------------------------------------------------ | --------------------------------- | --- | --- | -------- |
| Direkt Bild zu diesem Denkmal hochladen | Transformatorenhäuschen                                                                    | Hauptstraße (Karte)               | Um 1920 | Für die Gegend typisches Trafohäuschen, Beispiel für die Elektrifizierung Sachsens. Klinkersockel, um die Türe herumgeführt, pagodenartiges Zwischendach, kleine Haube. | 08955553 |
| Direkt Bild zu diesem Denkmal hochladen | Wohnstallhaus, Stallscheune, Scheune und Pferdestall eines Vierseithofes                   | Hauptstraße 1 (Karte)             | 1855 (Stallscheune); Mitte 19. Jahrhundert (Pferdestall); Ende 19. Jahrhundert (Scheune); bezeichnet mit 1902 (Wohnstallhaus)           | Sehr gutes Beispiel der Holzbauweise. - Wohnstallhaus: massiv, profiliertes Gewände, Türbedachungen mit Zahnschnitt, hervortretende Fenstersohlbänke, im Giebel Doppelfenster mit Bedachung, darüber Okulus, Eckpilaster, Gurtgesims, profiliertes Kranzgesims - Stallscheune: Erdgeschoss Porphyrgewände, profilierte Türbedachung, Obergeschoss Fachwerk, Dach Schiefer - Scheune: Fachwerk mit Drempel - Pferdestall: Erdgeschoss teils Fachwerk, mit Einfahrt, teils massiv, Obergeschoss Fachwerk, Giebel verkleidet - Inschriften: „Erbaut von Franz Müller“ (Türstock Wohnstallhaus), „18 JG Müller 55“ (Türstock Stallscheune) | 08955557 |
| Direkt Bild zu diesem Denkmal hochladen | Wohnstallhaus, Stallscheune, Scheune, Seitengebäude und Gartenhäuschen eines Vierseithofes | Hauptstraße 3 (Karte)             | 1861/1862 | Nach Brand in einem Guss wiederaufgebaut. - Wohnstallhaus: Erdgeschoss und Außenseite massiv, zum Teil Porphyrgewände, Obergeschoss Fachwerk, gestört durch ein großes Fenster - Stallscheune: Erdgeschoss dreijochige Kumthalle auf Porphyrsäulen, Obergeschoss Fachwerk, Dachhäuschen Fachwerk, Dachhecht - Scheune: Fachwerk, Drempel, Giebel massiv, schöne Konstruktion mit umgedrehten V-Streben - Nebengebäude: Erdgeschoss massiv, Obergeschoss Fachwerk, Tor zugesetzt, Giebel verkleidet, eine Dachhälfte Schiefer - Gartenlaube: Holz, überstehende Dachbalken, Gittermotiv - Wetterfahne: bezeichnet mit „F.N“             | 08955558 |
| Weitere Bilder                          | Wegestein                                                                                  | Hauptstraße 3 (unterhalb) (Karte) | 19. Jahrhundert | Verkehrs- und ortsgeschichtlicher Wert. Porphyrstele mit pyramidalem Abschluss, ca. 1,60 m hoch, Inschrift „Geringswalde, Großmilkau“. | 08955559 |
| Direkt Bild zu diesem Denkmal hochladen | Wohnstallhaus, Scheune, Stallscheune und Seitengebäude mit Wohnteil eines Vierseithofes    | Hauptstraße 4 (Karte)             | Um 1800 (Wohnstallhaus); Mitte 19. Jahrhundert (Seitengebäude); Ende 19. Jahrhundert (Scheune)                                          | Intakter Hof als Bestandteil der Ortsstruktur. - Wohnstallhaus: Erdgeschoss im Stallteil Porphyrgewände, Obergeschoss Fachwerk verputzt, Giebel verkleidet - Scheune: Fachwerk, Drempel verkleidet - Stallscheune: große Durchfahrt, dreijochige Kumthalle mit Porphyrsäulen, Drempel Fachwerk, hofseitig Dachhäuschen - Nebengebäude: Erdgeschoss massiv, Einfahrt, Stallteil, Obergeschoss Fachwerk verkleidet | 08955556 |
| Direkt Bild zu diesem Denkmal hochladen | Stallscheune eines Vierseithofes, mit Oberlaube (Gehöft Max Kern)                          | Hauptstraße 5 (Karte)             | 17. Jahrhundert | Singulär. Erdgeschoss Fachwerk, mit Wilder-Mann-Figur, ehemaliger Pferdestall, hölzerner Aufgang, Obergeschoss Fachwerk mit offener Oberlaube, profiliertes Kopfband, Brüstung verbrettert. | 08955555 |
| Direkt Bild zu diesem Denkmal hochladen | Zwei Häuslerhäuser                                                                         | Hauptstraße 10 (Karte)            | Anfang 19. Jahrhundert | Straßenbildprägend in der Aue | 08955551 |
| Direkt Bild zu diesem Denkmal hochladen | Wohnstallhaus eines Vierseithofes                                                          | Hauptstraße 11 (Karte)            | Um 1650 | Fachwerkhaus mit nunmehr seltener Konstruktionsart von baugeschichtlichem Wert. Erdgeschoss Bruchsteinmauerwerk, zum Teil noch Porphyrgewände, Obergeschoss Fachwerk mit profilierten Balkenköpfen, Schiffskehlchen, Andreaskreuzen, Kopfbändern, kräftigen Ständern, der rechte Teil des Hauses später angebaut in einfacheren Formen, Giebel verkleidet, Fachwerk teilweise durch Fenstereinbrüche gestört und massiv ausgesetzt. | 08955554 |
| Direkt Bild zu diesem Denkmal hochladen | Zwei Scheunen und Seitengebäude eines Vierseithofes                                        | Hauptstraße 12 (Karte)            | 18. Jahrhundert (kleine Scheune); Mitte 19. Jahrhundert (Seitengebäude); Ende 19. Jahrhundert (Scheune)                                 | Bildprägend durch erhöhte Lage. - Scheune: Fachwerk, Drempel, Dachhecht, Krüppelwalmdach, Giebel Schiefer - Nebengebäude (Stallscheune): dreijochige Kumthalle auf Porphyrsäulen, Außenseite Fachwerk, Dachhecht, zum Teil noch Porphyrgewände - kleine Scheune: hofseitig Fachwerk, böhmisch verbretterte Tore, Außenseite: Wilde-Mann-Figur, Dach Schiefer | 08955552 |
| Direkt Bild zu diesem Denkmal hochladen | Wohnstallhaus, Scheune und Seitengebäude sowie Hofbaum eines Vierseithofes                 | Hauptstraße 15, 15b (Karte)       | Um 1800 (Bauernhaus); Mitte 19. Jahrhundert (Seitengebäude)                                                                             | In Struktur und Substanz gut erhaltener Hof. - Wohnstallhaus: Erdgeschoss massiv, zum Teil verändert, Obergeschoss Fachwerk verputzt, Giebel verkleidet, Dachüberstand - Scheune: Fachwerk, Drempel - Nebengebäude: dreijochige Kumthalle auf Porphyrsäulen, Obergeschoss Fachwerk (neu aufgebrettert) | 08955550 |
| Weitere Bilder                          | Häusleranwesen                                                                             | Hauptstraße 18 (Karte)            | 1. Hälfte 18. Jahrhundert | Kleines Fachwerk-Wohnhaus auf HakenGrundriss von wissenschaftlich-dokumentarischer Bedeutung. Erdgeschoss massiv, Porphyrgewände, Obergeschoss und Giebel Fachwerk (einriegelig), deutlich sichtbar die unterschiedliche Konstruktionsart an der Vorderseite, Türgewände Holz, Erdgeschoss kragt vor, Frackdach über Anbau, Anbau Erdgeschoss massiv, Oberteil Fachwerk, Pultdach. | 08955549 |
| Direkt Bild zu diesem Denkmal hochladen | Stallscheune und Torhaus eines Dreiseithofes                                               | Hauptstraße 19 (Karte)            | Mitte 19. Jahrhundert | Bildprägend durch erhöhte Lage. - Stallscheune: Erdgeschoss Porphyrgewände, Obergeschoss Fachwerk, verkleidet, Krüppelwalmdach - Durchfahrtsgebäude: Erdgeschoss Porphyrgewände, Obergeschoss Fachwerk, große, flachbogige Durchfahrt mit Schlussstein (Porphyr), in der Durchfahrt noch Lehmziegel, Frackdach über Anbau | 08955560 |
| Direkt Bild zu diesem Denkmal hochladen | Zwei Wohnstallhäuser, Scheune und Seitengebäude eines Vierseithofes                        | Hauptstraße 21, 21b (Karte)       | Um 1700 (Wohnstallhaus); Ende 18. Jahrhundert (Seitengebäude); bezeichnet mit 1867 (Wohnstallhaus); 2. Hälfte 19. Jahrhundert (Scheune) | Beispiel für die frühe und späte Holzbauweise in einem Hof. - älteres Wohnstallhaus: Erdgeschoss Porphyrgewände, Obergeschoss und Giebel Fachwerk mit Kopfbändern, kräftiges Fachwerk teilweise durch Fenstereinbau verändert - jüngeres Wohnhaus: Erdgeschoss Porphyrgewände, Obergeschoss regelmäßiges Fachwerk mit hohen Fenstern - Scheune: schönes, recht aufwendiges Fachwerk - Nebengebäude: Erdgeschoss massiv, Porphyrgewände, Obergeschoss Fachwerk, Dachüberstand, Rest eines Thüringer Leitermotivs | 08955567 |
| Direkt Bild zu diesem Denkmal hochladen | Wohnstallhaus, Scheune und zwei Stallscheunen eines Vierseithofes                          | Hauptstraße 24 (Karte)            | 1816 (Wohnstallhaus); 2. Hälfte 19. Jahrhundert (Seitengebäude)                                                                         | Stattlicher, großer Hof von bau- und sozialgeschichtlichem Wert. - stattliches Wohnstallhaus: Erdgeschoss massiv, Porphyrgewände, Obergeschoss Fachwerk (?), verputzt - Stallscheunen: im Erdgeschoss mit Porphyrgewänden, Obergeschoss Fachwerk - Scheune: massiv, Drempel Fachwerk | 08955566 |
| Direkt Bild zu diesem Denkmal hochladen | Wohnstallhaus eines Bauernhofes                                                            | Hauptstraße 26 (Karte)            | 1. Hälfte 18. Jahrhundert | Ländliches Wohn- und Wirtschaftsgebäude mit inzwischen selten gewordener Fachwerkkonstruktion von hausgeschichtlicher Bedeutung. Erdgeschoss noch einige Porphyrgewände, Obergeschoss Fachwerk, Kopfbänder, Thüringer Leitermotiv, Giebel verkleidet, Dachüberstand. | 08955565 |
| Direkt Bild zu diesem Denkmal hochladen | Stallscheune und Scheune eines Vierseithofes                                               | Hauptstraße 33 (Karte)            | Mitte 19. Jahrhundert (Seitengebäude); 2. Hälfte 19. Jahrhundert (Scheune)                                                              | Heimatgeschichtliche Bedeutung. - Stallscheune: Erdgeschoss massiv, Obergeschoss und Dachhäuschen Fachwerk, Porphyrgewände - Scheune: Fachwerk, Drempel, Giebel Schiefer | 08955564 |
| Direkt Bild zu diesem Denkmal hochladen | Porphyr-Brunneneinfassung                                                                  | Hauptstraße 41 (Karte)            | Bezeichnet mit 1621 | Bemerkenswerter Brunnen mit Diamantierung und Profilierung | 08955563 |
|                                         | Wohnstallhaus und Seitengebäude eines Vierseithofes                                        | Hauptstraße 42 (Karte)            | Kern um 1800 (Wohnstallhaus); 1. Hälfte 19. Jahrhundert (Seitengebäude); bez. 1869 (Wohnstallhaus);                                     | Zeit- und landschaftstypische Fachwerkgebäude, ortsbildprägender Hof. - Wohnstallhaus: Erdgeschoss massiv mit Porphyrgewänden, profilierter Türsturz, Obergeschoss Fachwerk, hinterer Teil und Giebel massiv, Sternfenster - Nebengebäude: Erdgeschoss massiv, große Einfahrt, Obergeschoss Fachwerk, etwas baufällig | 08955562 |
| Weitere Bilder                          | Denkmal für die Gefallenen des Ersten Weltkrieges                                          | Hauptstraße 42 (vor) (Karte)      | Nach 1918 | Denkmal für die Gefallenen des Ersten Weltkrieges | 08955561 |
| Weitere Bilder                          | Gasthof Arras (Sanssouci) mit Saalanbau                                                    | Hauptstraße 46d (Karte)           | 1929 | Beachtlicher Gasthof in expressionistisch angedeuteten Bauformen von ortshistorischer Bedeutung. Zweigeschossiger traufständiger Bau mit Turm und Saalanbau über Eck, Sockel und Erdgeschoss aus dunklem Klinker, Erdgeschoss verputzt, Fenstereinrahmungen Klinker, zusammengefasste Dachgaupen mit Dreiecksgiebeln, Rundturm mit Kegeldach. | 08955548 |

## Dittmannsdorf
| Bild                                    | Bezeichnung                                                  | Lage                         | Datierung                                                 | Beschreibung | ID       |
| --------------------------------------- | ------------------------------------------------------------ | ---------------------------- | --------------------------------------------------------- | --- | -------- |
| Direkt Bild zu diesem Denkmal hochladen | Häusleranwesen                                               | Dorfstraße 5 (Karte)         | Schlussstein bezeichnet mit 1801                          | Straßenbildprägendes Fachwerkhaus | 08955111 |
| Direkt Bild zu diesem Denkmal hochladen | Häuslerhaus                                                  | Dorfstraße 10 (Karte)        | Ende 17. Jahrhundert                                      | Landschafts- und ortstypisch. Obergeschoss Fachwerk, verblendet, straßenbildprägend. | 08955110 |
|                                         | Transformatorenhäuschen                                      | Dorfstraße 14b (bei) (Karte) | Um 1920                                                   | Zeugnis der Elektrifizierung Sachsens. Quadratischer Grundriss, Porphyrpolygonsockel um die Eingangstür herumgeführt, Zwischendach, kleines Zeltdach. | 08955109 |
| Direkt Bild zu diesem Denkmal hochladen | Zwei Seitengebäude eines Vierseithofes                       | Dorfstraße 16 (Karte)        | Um 1850                                                   | Landschaftstypisch. Obergeschoss Fachwerk, Erdgeschoss verputzt, Giebel verschiefert, doppelte Biberschwanzdeckung. | 08955108 |
| Direkt Bild zu diesem Denkmal hochladen | Bauernhof mit Wohnhaus und Seitengebäude                     | Dorfstraße 20 (Karte)        | 1. Hälfte 19. Jahrhundert                                 | Ortsbildprägendes Ensemble. - Wohnhaus: zahlreiche Anbauten, Erdgeschoss massiv, Porphyrgewände, Obergeschoss Fachwerk, ein Giebel verbrettert, ein Giebel massiv - Nebengebäude: Erdgeschoss massiv, Obergeschoss verbrettert, Giebel massiv, Porphyrgewände, Anbau in Fachwerk (Scheune)                                                    | 08955112 |
| Direkt Bild zu diesem Denkmal hochladen | Wohnstallhaus, Seitengebäude und Scheune eines Vierseithofes | Dorfstraße 21 (Karte)        | Um 1700 (Scheune); um 1800 (Bauernhaus und Seitengebäude) | Landschaftstypischer Hof in exponierter Lage. - Wohnstallhaus: Erdgeschoss massiv, zum Teil Porphyrgewände, Obergeschoss eine Seite Fachwerk, Rest verkleidet - Nebengebäude: Erdgeschoss massiv, Obergeschoss Fachwerk, Porphyrgewände, Giebel Obergeschoss und Erdgeschoss Fachwerk - Nebengebäude (Scheune): Fachwerk, Giebel verschiefert | 08955113 |
| Direkt Bild zu diesem Denkmal hochladen | Wohnstallhaus eines Bauernhofes                              | Dorfstraße 27 (Karte)        | Schlussstein bezeichnet mit 1831                          | Landschaftstypisches Fachwerkhaus von baugeschichtlichem Wert. Obergeschoss Fachwerk, aufgebrettert, Korbbogentüren mit Schlussstein, Porphyrgewände, drei Seiten verkleidet. | 08955107 |

## Holzhausen
| Bild                                    | Bezeichnung                                                                      | Lage                   | Datierung | Beschreibung | ID       |
| --------------------------------------- | -------------------------------------------------------------------------------- | ---------------------- | --------- | --- | -------- |
| Direkt Bild zu diesem Denkmal hochladen | Gemeindeverwaltung, ursprünglich Jugendheim (heute Begegnungszentrum Holzhausen) | Holzhausen 13a (Karte) | 1938      | Im Heimatstil, erbaut als HJ-Heim, geschichtliche Bedeutung. Eingeschossig, Granitsockel, Fachwerk, große zweiflügelige Holztür mit Beschlägen, Walmdach, saniert. | 08955547 |

## Hoyersdorf
| Bild                                    | Bezeichnung                                              | Lage                            | Datierung                                                                                                 | Beschreibung | ID       |
| --------------------------------------- | -------------------------------------------------------- | ------------------------------- | --- | --- | -------- |
| Direkt Bild zu diesem Denkmal hochladen | Wohnstallhaus und Seitengebäude eines Vierseithofes      | Geringswalder Straße 2 (Karte)  | Kern Ende 18. Jahrhundert (Bauernhaus); 1. Hälfte 19. Jahrhundert (Seitengebäude); bez. 1866 (Bauernhaus) | Traditionelle Fachwerkbauten, bau- und sozialgeschichtlich von Bedeutung. - Wohnstallhaus: Erdgeschoss zum Teil Porphyrgewände, profilierter Türsturz, Obergeschoss Fachwerk mit zum Teil kräftigen Streben und Schwelle, hinterer Teil Obergeschoss massiv, Fachwerk durch Fenstereinbau verändert, Dach Schiefer - Nebengebäude: Erdgeschoss verändert, Stahlträger eingezogen, Obergeschoss Fachwerk, ein Giebel massiv                                   | 08955542 |
| Direkt Bild zu diesem Denkmal hochladen | Wohnstallhaus eines kleinen Bauernhofes                  | Geringswalder Straße 6 (Karte)  | 1. Hälfte 19. Jahrhundert                                                                                 | Sehr gut im originalen Sinne erhalten, wichtiger Bestandteil der alten Ortsstruktur. Erdgeschoss massiv, Porphyrstichbogenportal mit Schlussstein, Stallfenster ebenfalls stichbogig, Obergeschoss Fachwerk, verbrettert bzw. verkleidet, Krüppelwalmdach, Dach Schiefer. | 08955541 |
| Direkt Bild zu diesem Denkmal hochladen | Seitengebäude eines Vierseithofes                        | Geringswalder Straße 15 (Karte) | Um 1800                                                                                                   | Zeit- und landschaftstypisches Wirtschaftsgebäude in Fachwerkbauweise, bau- und sozialgeschichtlich von Bedeutung. Erdgeschoss massiv, Porphyrgewände, Obergeschoss Fachwerk, über dem Stall vorkragend, Giebel verkleidet, Dach Schiefer, mit Pferdestall und Wohnmöglichkeit, gutes Beispiel für die Holzbauweise. | 08955543 |
| Direkt Bild zu diesem Denkmal hochladen | Häusleranwesen                                           | Geringswalder Straße 16 (Karte) | Anfang 19. Jahrhundert                                                                                    | Schlichtes Fachwerkhaus, baugeschichtlich, ortsbildprägend und sozialgeschichtlich von Bedeutung | 08955544 |
| Direkt Bild zu diesem Denkmal hochladen | Wohnstallhaus und zwei Seitengebäude eines Vierseithofes | Geringswalder Straße 18 (Karte) | Bezeichnet mit 1792 (Bauernhaus); Mitte 19. Jahrhundert (Seitengebäude)                                   | Wissenschaftlich-dokumentarischer Wert. - Wohnstallhaus: Erdgeschoss Porphyrgewände, profilierter Türsturz, Obergeschoss strebenreiches, kräftiges Fachwerk teilweise massiv ausgesetzt, Giebel Schiefer, Krüppelwalmdach, teils Fachwerk im Erdgeschoss, Bohlenstube, Stall Tonnengewölbe auf Porphyrsäulen - Nebengebäude: Erdgeschoss massiv, Obergeschoss Fachwerk, Schiebefenster, drei Seiten verkleidet, Hechtgaupe, beide Gebäude ziemlich baufällig | 08955540 |

## Neuwallwitz
| Bild                                    | Bezeichnung                     | Lage                   | Datierung                 | Beschreibung | ID       |
| --------------------------------------- | ------------------------------- | ---------------------- | ------------------------- | --- | -------- |
| Direkt Bild zu diesem Denkmal hochladen | Wohnstallhaus eines Bauernhofes | Neuwallwitz 67 (Karte) | 1. Hälfte 19. Jahrhundert | Original erhaltenes ländliches Wohn- und Wirtschaftsgebäude, baugeschichtlich, sozialgeschichtlich und städtebaulich von Bedeutung. Erdgeschoss massiv, Porphyrgewände, Winterfenster, Erdgeschoss giebelseitig verbrettert, Obergeschoss und Giebel Fachwerk, Giebel aufgebrettert, Anbau ebenso, ein liegendes Fenster im hinteren Gebäudeteil. | 08955545 |

### Ehemaliges Denkmal (Neuwallwitz)
| Bild                                    | Bezeichnung                     | Lage                   | Datierung              | Beschreibung | ID       |
| --------------------------------------- | ------------------------------- | ---------------------- | ---------------------- | --- | -------- |
| Direkt Bild zu diesem Denkmal hochladen | Wohnstallhaus eines Bauernhofes | Neuwallwitz 23 (Karte) | Anfang 19. Jahrhundert | Gut erhaltenes ländliches Wohn- und Wirtschaftsgebäude in Fachwerkbauweise, baugeschichtlich, sozialgeschichtlich und städtebaulich von Bedeutung. Erdgeschoss massiv mit Porphyrgewänden, Obergeschoss Fachwerk, Giebel verbrettert bzw. verkleidet, Frackdach über Anbau, Dachüberstand. Zwischen 2016 und 2018 abgerissen. | 08955546 |

## Tabellenlegende
- Bild: Bild des Kulturdenkmals, ggf. zusätzlich mit einem Link zu weiteren Fotos des Kulturdenkmals im Medienarchiv Wikimedia Commons. Wenn man auf das Kamerasymbol klickt, können Fotos zu Kulturdenkmalen aus dieser Liste hochgeladen werden:
- Bezeichnung: Denkmalgeschützte Objekte und ggf. Bauwerksname des Kulturdenkmals
- Lage: Straßenname und Hausnummer oder Flurstücknummer des Kulturdenkmals. Die Grundsortierung der Liste erfolgt nach dieser Adresse. Der Link (Karte) führt zu verschiedenen Kartendiensten mit der Position des Kulturdenkmals. Fehlt dieser Link, wurden die Koordinaten noch nicht eingetragen. Sind diese bekannt, können sie über ein Tool mit einer Kartenansicht einfach nachgetragen werden. In dieser Kartenansicht sind Kulturdenkmale ohne Koordinaten mit einem roten bzw. orangen Marker dargestellt und können durch Verschieben auf die richtige Position in der Karte mit Koordinaten versehen werden. Kulturdenkmale ohne Bild sind an einem blauen bzw. roten Marker erkennbar.
- Datierung: Baubeginn, Fertigstellung, Datum der Erstnennung oder grobe zeitliche Einordnung entsprechend des Eintrags in der sächsischen Denkmaldatenbank
- Beschreibung: Kurzcharakteristik des Kulturdenkmals entsprechend des Eintrags in der sächsischen Denkmaldatenbank, ggf. ergänzt durch die dort nur selten veröffentlichten Erfassungstexte oder zusätzliche Informationen
- ID: Vom Landesamt für Denkmalpflege Sachsen vergebene, das Kulturdenkmal eindeutig identifizierende Objekt-Nummer. Der Link führt zum PDF-Denkmaldokument des Landesamtes für Denkmalpflege Sachsen. Bei ehemaligen Kulturdenkmalen können die Objektnummern unbekannt sein und deshalb fehlen bzw. die Links von aus der Datenbank entfernten Objektnummern ins Leere führen. Ein ggf. vorhandenes Icon  führt zu den Angaben des Kulturdenkmals bei Wikidata.